# Llista d'asteroides (449001-450000)
Llista d'asteroides del 449.001 al 450.000, amb data de descoberta i descobridor. És un fragment de la llista d'asteroides completa. Als asteroides se'ls dona un número quan es confirma la seva òrbita, per tant apareixen llistats aproximadament segons la data de descobriment.

## 449001–449100
| Nom    | Designació provisional | Data de descobriment   | Lloc de descobriment | Descobridor/s     |
| ------ | ---------------------- | ---------------------- | -------------------- | ----------------- |
| 449001 | 2012 BO54              | 17 de gener de 2007    | Kitt Peak            | Spacewatch        |
| 449002 | 2012 BT54              | 11 de març de 2007     | Mount Lemmon         | Mt. Lemmon Survey |
| 449003 | 2012 BX54              | 12 de novembre de 2010 | Mount Lemmon         | Mt. Lemmon Survey |
| 449004 | 2012 BY59              | 8 de febrer de 2007    | Kitt Peak            | Spacewatch        |
| 449005 | 2012 BX75              | 27 de desembre de 2011 | Mount Lemmon         | Mt. Lemmon Survey |
| 449006 | 2012 BE78              | 11 d'octubre de 2005   | Kitt Peak            | Spacewatch        |
| 449007 | 2012 BX80              | 22 de desembre de 2005 | Kitt Peak            | Spacewatch        |
| 449008 | 2012 BG81              | 25 d'agost de 1998     | Caussols             | ODAS              |
| 449009 | 2012 BW89              | 3 de setembre de 2010  | Mount Lemmon         | Mt. Lemmon Survey |
| 449010 | 2012 BD95              | 7 d'octubre de 2004    | Kitt Peak            | Spacewatch        |
| 449011 | 2012 BU95              | 27 de setembre de 2006 | Kitt Peak            | Spacewatch        |
| 449012 | 2012 BV104             | 25 de setembre de 2009 | Mount Lemmon         | Mt. Lemmon Survey |
| 449013 | 2012 BG107             | 26 de gener de 2012    | Mount Lemmon         | Mt. Lemmon Survey |
| 449014 | 2012 BJ109             | 29 d'abril de 2003     | Kitt Peak            | Spacewatch        |
| 449015 | 2012 BR110             | 27 de desembre de 2011 | Mount Lemmon         | Mt. Lemmon Survey |
| 449016 | 2012 BF112             | 17 de novembre de 1999 | Kitt Peak            | Spacewatch        |
| 449017 | 2012 BR112             | 17 de novembre de 2006 | Catalina             | CSS               |
| 449018 | 2012 BN127             | 24 de desembre de 2011 | Mount Lemmon         | Mt. Lemmon Survey |
| 449019 | 2012 BB133             | 5 de gener de 2012     | Kitt Peak            | Spacewatch        |
| 449020 | 2012 BC134             | 17 de setembre de 2010 | Mount Lemmon         | Mt. Lemmon Survey |
| 449021 | 2012 BJ136             | 25 de febrer de 2007   | Kitt Peak            | Spacewatch        |
| 449022 | 2012 BA138             | 21 de juny de 2009     | Kitt Peak            | Spacewatch        |
| 449023 | 2012 BT138             | 17 de juliol de 2010   | WISE                 | WISE              |
| 449024 | 2012 BX139             | 18 de gener de 2012    | Kitt Peak            | Spacewatch        |
| 449025 | 2012 BD140             | 30 de novembre de 2005 | Kitt Peak            | Spacewatch        |
| 449026 | 2012 BR144             | 18 de gener de 2012    | Kitt Peak            | Spacewatch        |
| 449027 | 2012 BQ148             | 24 d'octubre de 2005   | Kitt Peak            | Spacewatch        |
| 449028 | 2012 BS151             | 9 de febrer de 2008    | Catalina             | CSS               |
| 449029 | 2012 CX2               | 1 de febrer de 2012    | Kitt Peak            | Spacewatch        |
| 449030 | 2012 CF7               | 14 de gener de 2012    | Kitt Peak            | Spacewatch        |
| 449031 | 2012 CB10              | 21 de gener de 2012    | Kitt Peak            | Spacewatch        |
| 449032 | 2012 CF16              | 1 de febrer de 2012    | Kitt Peak            | Spacewatch        |
| 449033 | 2012 CU18              | 1 de desembre de 2005  | Kitt Peak            | Spacewatch        |
| 449034 | 2012 CO28              | 23 de desembre de 2005 | Socorro              | LINEAR            |
| 449035 | 2012 CT36              | 28 de gener de 2007    | Mount Lemmon         | Mt. Lemmon Survey |
| 449036 | 2012 CX37              | 27 de març de 2008     | Kitt Peak            | Spacewatch        |
| 449037 | 2012 CX42              | 25 de gener de 2012    | Kitt Peak            | Spacewatch        |
| 449038 | 2012 CB46              | 27 de desembre de 2005 | Kitt Peak            | Spacewatch        |
| 449039 | 2012 CF47              | 29 de gener de 2012    | Kitt Peak            | Spacewatch        |
| 449040 | 2012 CL50              | 19 de gener de 2012    | Kitt Peak            | Spacewatch        |
| 449041 | 2012 CA57              | 11 de desembre de 2002 | Socorro              | LINEAR            |
| 449042 | 2012 DO5               | 25 de febrer de 2007   | Mount Lemmon         | Mt. Lemmon Survey |
| 449043 | 2012 DE7               | 21 de gener de 2012    | Kitt Peak            | Spacewatch        |
| 449044 | 2012 DL13              | 16 d'abril de 2007     | Catalina             | CSS               |
| 449045 | 2012 DQ21              | 19 de febrer de 2012   | Kitt Peak            | Spacewatch        |
| 449046 | 2012 DZ23              | 21 de febrer de 2012   | Kitt Peak            | Spacewatch        |
| 449047 | 2012 DU27              | 13 d'octubre de 2010   | Mount Lemmon         | Mt. Lemmon Survey |
| 449048 | 2012 DJ53              | 2 de febrer de 2006    | Kitt Peak            | Spacewatch        |
| 449049 | 2012 DX56              | 25 de febrer de 2012   | Mount Lemmon         | Mt. Lemmon Survey |
| 449050 | 2012 DH58              | 30 de gener de 2006    | Kitt Peak            | Spacewatch        |
| 449051 | 2012 DP67              | 24 de febrer de 2012   | Kitt Peak            | Spacewatch        |
| 449052 | 2012 DO69              | 7 de maig de 2008      | Kitt Peak            | Spacewatch        |
| 449053 | 2012 DK78              | 7 d'octubre de 2004    | Kitt Peak            | Spacewatch        |
| 449054 | 2012 DL79              | 17 d'agost de 2009     | Kitt Peak            | Spacewatch        |
| 449055 | 2012 DR89              | 22 de gener de 2006    | Catalina             | CSS               |
| 449056 | 2012 DB93              | 23 de gener de 2006    | Kitt Peak            | Spacewatch        |
| 449057 | 2012 DS94              | 31 d'octubre de 2010   | Mount Lemmon         | Mt. Lemmon Survey |
| 449058 | 2012 EM2               | 17 de febrer de 2007   | Kitt Peak            | Spacewatch        |
| 449059 | 2012 EZ4               | 23 de setembre de 2009 | Mount Lemmon         | Mt. Lemmon Survey |
| 449060 | 2012 EE16              | 25 de setembre de 2009 | Kitt Peak            | Spacewatch        |
| 449061 | 2012 FN4               | 5 de desembre de 2005  | Kitt Peak            | Spacewatch        |
| 449062 | 2012 FO6               | 25 de novembre de 2005 | Catalina             | CSS               |
| 449063 | 2012 FN8               | 18 d'agost de 2009     | Kitt Peak            | Spacewatch        |
| 449064 | 2012 FL16              | 12 d'octubre de 2004   | Kitt Peak            | Spacewatch        |
| 449065 | 2012 FH17              | 21 de febrer de 2012   | Kitt Peak            | Spacewatch        |
| 449066 | 2012 FD24              | 9 d'octubre de 2004    | Kitt Peak            | Spacewatch        |
| 449067 | 2012 FN31              | 25 de juliol de 2010   | WISE                 | WISE              |
| 449068 | 2012 FG37              | 10 de desembre de 2010 | Mount Lemmon         | Mt. Lemmon Survey |
| 449069 | 2012 FS43              | 31 de juliol de 2009   | Kitt Peak            | Spacewatch        |
| 449070 | 2012 FP46              | 21 de gener de 2006    | Mount Lemmon         | Mt. Lemmon Survey |
| 449071 | 2012 FO51              | 27 de gener de 2007    | Mount Lemmon         | Mt. Lemmon Survey |
| 449072 | 2012 FS56              | 16 de març de 2007     | Mount Lemmon         | Mt. Lemmon Survey |
| 449073 | 2012 FL59              | 30 d'octubre de 2010   | Kitt Peak            | Spacewatch        |
| 449074 | 2012 FR62              | 29 de març de 2012     | Mount Lemmon         | Mt. Lemmon Survey |
| 449075 | 2012 FX68              | 26 de febrer de 2006   | Kitt Peak            | Spacewatch        |
| 449076 | 2012 GN9               | 1 de setembre de 1998  | Kitt Peak            | Spacewatch        |
| 449077 | 2012 HV7               | 10 de novembre de 2004 | Kitt Peak            | Spacewatch        |
| 449078 | 2012 HT40              | 27 de març de 2012     | Mount Lemmon         | Mt. Lemmon Survey |
| 449079 | 2012 HG55              | 27 de setembre de 2009 | Kitt Peak            | Spacewatch        |
| 449080 | 2012 HF75              | 11 de novembre de 2004 | Kitt Peak            | Spacewatch        |
| 449081 | 2012 JS25              | 11 de desembre de 2010 | Mount Lemmon         | Mt. Lemmon Survey |
| 449082 | 2012 KX1               | 25 de març de 2006     | Kitt Peak            | Spacewatch        |
| 449083 | 2012 PY17              | 26 de gener de 2006    | Mount Lemmon         | Mt. Lemmon Survey |
| 449084 | 2012 QX14              | 21 de setembre de 1998 | Anderson Mesa        | LONEOS            |
| 449085 | 2012 QV29              | 25 de febrer de 2011   | Mount Lemmon         | Mt. Lemmon Survey |
| 449086 | 2012 RY16              | 21 d'octubre de 2009   | Mount Lemmon         | Mt. Lemmon Survey |
| 449087 | 2012 RU34              | 15 de setembre de 2012 | Kitt Peak            | Spacewatch        |
| 449088 | 2012 SN                | 15 de juny de 2009     | Kitt Peak            | Spacewatch        |
| 449089 | 2012 SC22              | 19 de setembre de 2012 | Mount Lemmon         | Mt. Lemmon Survey |
| 449090 | 2012 TX102             | 9 d'octubre de 2012    | Mount Lemmon         | Mt. Lemmon Survey |
| 449091 | 2012 TK143             | 23 de setembre de 2012 | Mount Lemmon         | Mt. Lemmon Survey |
| 449092 | 2012 TT143             | 2 de març de 2011      | Catalina             | CSS               |
| 449093 | 2012 TM193             | 31 d'octubre de 1999   | Kitt Peak            | Spacewatch        |
| 449094 | 2012 TY226             | 28 d'octubre de 2005   | Kitt Peak            | Spacewatch        |
| 449095 | 2012 TL247             | 15 de desembre de 2006 | Kitt Peak            | Spacewatch        |
| 449096 | 2012 UB28              | 29 de març de 2011     | Kitt Peak            | Spacewatch        |
| 449097 | 2012 UT68              | 22 d'octubre de 2011   | Mount Lemmon         | Mt. Lemmon Survey |
| 449098 | 2012 UN89              | 21 d'octubre de 1995   | Kitt Peak            | Spacewatch        |
| 449099 | 2012 UU91              | 16 d'octubre de 2012   | Mount Lemmon         | Mt. Lemmon Survey |
| 449100 | 2012 UH147             | 30 de març de 2011     | Mount Lemmon         | Mt. Lemmon Survey |

## 449101–449200
| Nom    | Designació provisional | Data de descobriment   | Lloc de descobriment | Descobridor/s        |
| ------ | ---------------------- | ---------------------- | -------------------- | -------------------- |
| 449101 | 2012 UO162             | 16 d'octubre de 1999   | Kitt Peak            | Spacewatch           |
| 449102 | 2012 UQ167             | 20 de desembre de 2005 | Socorro              | LINEAR               |
| 449103 | 2012 VJ10              | 4 de novembre de 2012  | Kitt Peak            | Spacewatch           |
| 449104 | 2012 VH35              | 17 d'octubre de 2012   | Mount Lemmon         | Mt. Lemmon Survey    |
| 449105 | 2012 VQ35              | 20 d'octubre de 2012   | Kitt Peak            | Spacewatch           |
| 449106 | 2012 VR70              | 30 d'octubre de 2005   | Kitt Peak            | Spacewatch           |
| 449107 | 2012 VJ82              | 14 de novembre de 2012 | Nogales              | Tenagra II           |
| 449108 | 2012 WS1               | 10 de gener de 2007    | Kitt Peak            | Spacewatch           |
| 449109 | 2012 WR13              | 10 de febrer de 2007   | Mount Lemmon         | Mt. Lemmon Survey    |
| 449110 | 2012 WP32              | 28 de gener de 2003    | Kitt Peak            | Spacewatch           |
| 449111 | 2012 XJ45              | 26 de setembre de 2005 | Kitt Peak            | Spacewatch           |
| 449112 | 2012 XN53              | 6 de desembre de 2012  | Mount Lemmon         | Mt. Lemmon Survey    |
| 449113 | 2012 XQ60              | 17 de gener de 2007    | Kitt Peak            | Spacewatch           |
| 449114 | 2012 XO83              | 6 de desembre de 2012  | Kitt Peak            | Spacewatch           |
| 449115 | 2012 XY93              | 6 d'abril de 2011      | Kitt Peak            | Spacewatch           |
| 449116 | 2012 XF96              | 8 de desembre de 2005  | Mount Lemmon         | Mt. Lemmon Survey    |
| 449117 | 2012 XE118             | 8 de desembre de 2012  | Kitt Peak            | Spacewatch           |
| 449118 | 2012 XJ141             | 18 de desembre de 2009 | Mount Lemmon         | Mt. Lemmon Survey    |
| 449119 | 2012 YJ1               | 4 de desembre de 2007  | Kitt Peak            | Spacewatch           |
| 449120 | 2012 YP1               | 18 de desembre de 2012 | Socorro              | LINEAR               |
| 449121 | 2013 AZ4               | 14 de febrer de 2005   | Kitt Peak            | Spacewatch           |
| 449122 | 2013 AG6               | 20 de març de 2010     | Siding Spring        | Siding Spring Survey |
| 449123 | 2013 AL8               | 1 de novembre de 2008  | Mount Lemmon         | Mt. Lemmon Survey    |
| 449124 | 2013 AE12              | 2 d'octubre de 2008    | Mount Lemmon         | Mt. Lemmon Survey    |
| 449125 | 2013 AZ13              | 29 de setembre de 2008 | Mount Lemmon         | Mt. Lemmon Survey    |
| 449126 | 2013 AA14              | 22 de novembre de 2005 | Kitt Peak            | Spacewatch           |
| 449127 | 2013 AS15              | 25 de setembre de 2005 | Kitt Peak            | Spacewatch           |
| 449128 | 2013 AK16              | 7 de febrer de 2006    | Mount Lemmon         | Mt. Lemmon Survey    |
| 449129 | 2013 AQ18              | 25 de gener de 2009    | Kitt Peak            | Spacewatch           |
| 449130 | 2013 AL24              | 1 d'octubre de 2008    | Mount Lemmon         | Mt. Lemmon Survey    |
| 449131 | 2013 AV29              | 6 de gener de 2005     | Catalina             | CSS                  |
| 449132 | 2013 AR31              | 10 de desembre de 2005 | Kitt Peak            | Spacewatch           |
| 449133 | 2013 AG36              | 14 d'abril de 2010     | Mount Lemmon         | Mt. Lemmon Survey    |
| 449134 | 2013 AD40              | 18 de gener de 2009    | Kitt Peak            | Spacewatch           |
| 449135 | 2013 AS47              | 2 d'abril de 2006      | Kitt Peak            | Spacewatch           |
| 449136 | 2013 AQ53              | 24 d'octubre de 2008   | Kitt Peak            | Spacewatch           |
| 449137 | 2013 AP54              | 5 de gener de 1994     | Kitt Peak            | Spacewatch           |
| 449138 | 2013 AV56              | 17 d'abril de 2010     | WISE                 | WISE                 |
| 449139 | 2013 AX56              | 24 de febrer de 2006   | Kitt Peak            | Spacewatch           |
| 449140 | 2013 AE57              | 9 d'abril de 2010      | Kitt Peak            | Spacewatch           |
| 449141 | 2013 AK58              | 18 de març de 2005     | Catalina             | CSS                  |
| 449142 | 2013 AC62              | 2 de desembre de 2005  | Kitt Peak            | Spacewatch           |
| 449143 | 2013 AH68              | 10 de gener de 2013    | Kitt Peak            | Spacewatch           |
| 449144 | 2013 AG71              | 28 de gener de 2006    | Kitt Peak            | Spacewatch           |
| 449145 | 2013 AZ77              | 10 de novembre de 2004 | Kitt Peak            | Spacewatch           |
| 449146 | 2013 AL80              | 20 d'abril de 2006     | Kitt Peak            | Spacewatch           |
| 449147 | 2013 AZ87              | 7 de gener de 2006     | Mount Lemmon         | Mt. Lemmon Survey    |
| 449148 | 2013 AZ91              | 16 d'abril de 2007     | Catalina             | CSS                  |
| 449149 | 2013 AX93              | 9 de gener de 2013     | Kitt Peak            | Spacewatch           |
| 449150 | 2013 AM94              | 24 de desembre de 1998 | Kitt Peak            | Spacewatch           |
| 449151 | 2013 AD95              | 12 de gener de 2002    | Kitt Peak            | Spacewatch           |
| 449152 | 2013 AT95              | 13 de setembre de 2007 | Mount Lemmon         | Mt. Lemmon Survey    |
| 449153 | 2013 AK98              | 25 de setembre de 2008 | Mount Lemmon         | Mt. Lemmon Survey    |
| 449154 | 2013 AT116             | 4 de gener de 2013     | Kitt Peak            | Spacewatch           |
| 449155 | 2013 AP120             | 15 d'octubre de 2007   | Mount Lemmon         | Mt. Lemmon Survey    |
| 449156 | 2013 AZ121             | 6 de gener de 2013     | Kitt Peak            | Spacewatch           |
| 449157 | 2013 AP122             | 7 d'octubre de 2008    | Mount Lemmon         | Mt. Lemmon Survey    |
| 449158 | 2013 AH123             | 21 d'octubre de 2001   | Kitt Peak            | Spacewatch           |
| 449159 | 2013 AW123             | 26 de desembre de 2005 | Mount Lemmon         | Mt. Lemmon Survey    |
| 449160 | 2013 AH126             | 27 de gener de 2010    | WISE                 | WISE                 |
| 449161 | 2013 AK130             | 8 de febrer de 2002    | Socorro              | LINEAR               |
| 449162 | 2013 AB131             | 23 de gener de 2006    | Kitt Peak            | Spacewatch           |
| 449163 | 2013 AB132             | 14 de setembre de 2009 | Catalina             | CSS                  |
| 449164 | 2013 AE156             | 14 d'octubre de 2007   | Mount Lemmon         | Mt. Lemmon Survey    |
| 449165 | 2013 AY156             | 20 d'octubre de 2008   | Mount Lemmon         | Mt. Lemmon Survey    |
| 449166 | 2013 AS174             | 14 de novembre de 1998 | Kitt Peak            | Spacewatch           |
| 449167 | 2013 BD8               | 23 de setembre de 2008 | Mount Lemmon         | Mt. Lemmon Survey    |
| 449168 | 2013 BA23              | 28 de maig de 2011     | Mount Lemmon         | Mt. Lemmon Survey    |
| 449169 | 2013 BA26              | 18 de gener de 2013    | Mount Lemmon         | Mt. Lemmon Survey    |
| 449170 | 2013 BV29              | 31 de gener de 2009    | Kitt Peak            | Spacewatch           |
| 449171 | 2013 BB35              | 6 de novembre de 2008  | Kitt Peak            | Spacewatch           |
| 449172 | 2013 BC41              | 4 de febrer de 2000    | Kitt Peak            | Spacewatch           |
| 449173 | 2013 BK56              | 28 de desembre de 2005 | Kitt Peak            | Spacewatch           |
| 449174 | 2013 BM61              | 26 de març de 2006     | Kitt Peak            | Spacewatch           |
| 449175 | 2013 BL63              | 19 de març de 2009     | Mount Lemmon         | Mt. Lemmon Survey    |
| 449176 | 2013 BU63              | 22 d'octubre de 2008   | Kitt Peak            | Spacewatch           |
| 449177 | 2013 BM65              | 30 de juliol de 2008   | Mount Lemmon         | Mt. Lemmon Survey    |
| 449178 | 2013 BG66              | 31 de maig de 2010     | WISE                 | WISE                 |
| 449179 | 2013 BA68              | 1 de novembre de 2007  | Mount Lemmon         | Mt. Lemmon Survey    |
| 449180 | 2013 BH75              | 1 de desembre de 2008  | Kitt Peak            | Spacewatch           |
| 449181 | 2013 BA80              | 4 de gener de 2013     | Kitt Peak            | Spacewatch           |
| 449182 | 2013 CV1               | 20 d'octubre de 2008   | Kitt Peak            | Spacewatch           |
| 449183 | 2013 CW1               | 2 de febrer de 2006    | Kitt Peak            | Spacewatch           |
| 449184 | 2013 CY8               | 25 d'abril de 2007     | Kitt Peak            | Spacewatch           |
| 449185 | 2013 CT11              | 19 de gener de 2013    | Kitt Peak            | Spacewatch           |
| 449186 | 2013 CN12              | 18 de gener de 2013    | Kitt Peak            | Spacewatch           |
| 449187 | 2013 CX12              | 4 de març de 2005      | Mount Lemmon         | Mt. Lemmon Survey    |
| 449188 | 2013 CW14              | 21 de febrer de 2006   | Mount Lemmon         | Mt. Lemmon Survey    |
| 449189 | 2013 CV18              | 24 de novembre de 2008 | Mount Lemmon         | Mt. Lemmon Survey    |
| 449190 | 2013 CM23              | 10 d'abril de 2010     | WISE                 | WISE                 |
| 449191 | 2013 CO23              | 1 de desembre de 2008  | Kitt Peak            | Spacewatch           |
| 449192 | 2013 CQ23              | 24 de març de 2006     | Mount Lemmon         | Mt. Lemmon Survey    |
| 449193 | 2013 CN24              | 1 de març de 2008      | Kitt Peak            | Spacewatch           |
| 449194 | 2013 CM27              | 1 de desembre de 2005  | Mount Lemmon         | Mt. Lemmon Survey    |
| 449195 | 2013 CY28              | 15 de gener de 2009    | Kitt Peak            | Spacewatch           |
| 449196 | 2013 CN34              | 27 d'agost de 2006     | Kitt Peak            | Spacewatch           |
| 449197 | 2013 CV36              | 27 de març de 2009     | Catalina             | CSS                  |
| 449198 | 2013 CV44              | 16 de setembre de 2003 | Kitt Peak            | Spacewatch           |
| 449199 | 2013 CE50              | 9 d'octubre de 2004    | Kitt Peak            | Spacewatch           |
| 449200 | 2013 CU51              | 31 de desembre de 2008 | Kitt Peak            | Spacewatch           |

## 449201–449300
| Nom    | Designació provisional | Data de descobriment   | Lloc de descobriment | Descobridor/s        |
| ------ | ---------------------- | ---------------------- | -------------------- | -------------------- |
| 449201 | 2013 CG53              | 4 de desembre de 2008  | Socorro              | LINEAR               |
| 449202 | 2013 CR55              | 7 de maig de 2010      | WISE                 | WISE                 |
| 449203 | 2013 CX55              | 19 de novembre de 2008 | Mount Lemmon         | Mt. Lemmon Survey    |
| 449204 | 2013 CS56              | 25 de setembre de 2006 | Mount Lemmon         | Mt. Lemmon Survey    |
| 449205 | 2013 CT57              | 11 de novembre de 2007 | Mount Lemmon         | Mt. Lemmon Survey    |
| 449206 | 2013 CQ58              | 26 de setembre de 2006 | Kitt Peak            | Spacewatch           |
| 449207 | 2013 CZ64              | 22 de desembre de 2008 | Kitt Peak            | Spacewatch           |
| 449208 | 2013 CD69              | 12 d'abril de 2004     | Kitt Peak            | Spacewatch           |
| 449209 | 2013 CW69              | 3 de març de 2006      | Kitt Peak            | Spacewatch           |
| 449210 | 2013 CX70              | 19 de febrer de 2009   | Catalina             | CSS                  |
| 449211 | 2013 CB74              | 7 de gener de 2002     | Kitt Peak            | Spacewatch           |
| 449212 | 2013 CT74              | 20 d'octubre de 2007   | Mount Lemmon         | Mt. Lemmon Survey    |
| 449213 | 2013 CB75              | 5 de desembre de 2008  | Kitt Peak            | Spacewatch           |
| 449214 | 2013 CM76              | 15 de juny de 2007     | Kitt Peak            | Spacewatch           |
| 449215 | 2013 CO81              | 28 de juny de 1998     | Kitt Peak            | Spacewatch           |
| 449216 | 2013 CB83              | 24 de novembre de 2008 | Mount Lemmon         | Mt. Lemmon Survey    |
| 449217 | 2013 CZ83              | 1 de febrer de 2009    | Mount Lemmon         | Mt. Lemmon Survey    |
| 449218 | 2013 CY86              | 14 de novembre de 2007 | Kitt Peak            | Spacewatch           |
| 449219 | 2013 CQ92              | 7 d'octubre de 2004    | Kitt Peak            | Spacewatch           |
| 449220 | 2013 CK97              | 8 de gener de 2013     | Mount Lemmon         | Mt. Lemmon Survey    |
| 449221 | 2013 CS98              | 12 d'abril de 2004     | Kitt Peak            | Spacewatch           |
| 449222 | 2013 CO106             | 31 de gener de 2006    | Kitt Peak            | Spacewatch           |
| 449223 | 2013 CN107             | 17 de gener de 2013    | Mount Lemmon         | Mt. Lemmon Survey    |
| 449224 | 2013 CR107             | 10 d'agost de 2010     | Kitt Peak            | Spacewatch           |
| 449225 | 2013 CE109             | 20 de gener de 2013    | Kitt Peak            | Spacewatch           |
| 449226 | 2013 CT109             | 3 de maig de 2006      | Mount Lemmon         | Mt. Lemmon Survey    |
| 449227 | 2013 CF117             | 9 de novembre de 2008  | Mount Lemmon         | Mt. Lemmon Survey    |
| 449228 | 2013 CJ119             | 13 d'abril de 2002     | Kitt Peak            | Spacewatch           |
| 449229 | 2013 CX120             | 19 de desembre de 2004 | Mount Lemmon         | Mt. Lemmon Survey    |
| 449230 | 2013 CO130             | 11 de novembre de 2004 | Kitt Peak            | Spacewatch           |
| 449231 | 2013 CR130             | 15 d'octubre de 2007   | Mount Lemmon         | Mt. Lemmon Survey    |
| 449232 | 2013 CN134             | 31 de gener de 2004    | Catalina             | CSS                  |
| 449233 | 2013 CJ136             | 7 de juny de 2010      | WISE                 | WISE                 |
| 449234 | 2013 CS137             | 11 de setembre de 2007 | Mount Lemmon         | Mt. Lemmon Survey    |
| 449235 | 2013 CR142             | 4 de febrer de 2006    | Mount Lemmon         | Mt. Lemmon Survey    |
| 449236 | 2013 CR160             | 19 de setembre de 2006 | Kitt Peak            | Spacewatch           |
| 449237 | 2013 CP163             | 14 de març de 2004     | Kitt Peak            | Spacewatch           |
| 449238 | 2013 CR164             | 21 de maig de 2006     | Kitt Peak            | Spacewatch           |
| 449239 | 2013 CW166             | 5 de febrer de 2013    | Kitt Peak            | Spacewatch           |
| 449240 | 2013 CL169             | 30 de setembre de 2006 | Mount Lemmon         | Mt. Lemmon Survey    |
| 449241 | 2013 CB174             | 27 d'agost de 2006     | Kitt Peak            | Spacewatch           |
| 449242 | 2013 CR174             | 28 de febrer de 2008   | Kitt Peak            | Spacewatch           |
| 449243 | 2013 CS175             | 2 d'abril de 2006      | Kitt Peak            | Spacewatch           |
| 449244 | 2013 CS177             | 4 de maig de 2006      | Mount Lemmon         | Mt. Lemmon Survey    |
| 449245 | 2013 CQ180             | 17 de desembre de 2003 | Kitt Peak            | Spacewatch           |
| 449246 | 2013 CR183             | 19 de març de 2009     | Mount Lemmon         | Mt. Lemmon Survey    |
| 449247 | 2013 CU183             | 10 de març de 2005     | Mount Lemmon         | Mt. Lemmon Survey    |
| 449248 | 2013 CT187             | 2 de febrer de 2009    | Kitt Peak            | Spacewatch           |
| 449249 | 2013 CO195             | 22 de desembre de 2008 | Kitt Peak            | Spacewatch           |
| 449250 | 2013 CH202             | 27 de maig de 2009     | Kitt Peak            | Spacewatch           |
| 449251 | 2013 CV212             | 20 de febrer de 2009   | Mount Lemmon         | Mt. Lemmon Survey    |
| 449252 | 2013 DP3               | 9 d'octubre de 2004    | Kitt Peak            | Spacewatch           |
| 449253 | 2013 DP5               | 19 de febrer de 2009   | Kitt Peak            | Spacewatch           |
| 449254 | 2013 DE12              | 23 de setembre de 2006 | Kitt Peak            | Spacewatch           |
| 449255 | 2013 DF12              | 10 d'octubre de 1996   | Kitt Peak            | Spacewatch           |
| 449256 | 2013 DL15              | 23 de maig de 2006     | Mount Lemmon         | Mt. Lemmon Survey    |
| 449257 | 2013 DP15              | 11 d'abril de 2005     | Kitt Peak            | Spacewatch           |
| 449258 | 2013 DR16              | 17 de desembre de 2003 | Socorro              | LINEAR               |
| 449259 | 2013 EF                | 10 de setembre de 2008 | Siding Spring        | Siding Spring Survey |
| 449260 | 2013 EJ1               | 29 d'agost de 2006     | Kitt Peak            | Spacewatch           |
| 449261 | 2013 ED2               | 12 de febrer de 2004   | Kitt Peak            | Spacewatch           |
| 449262 | 2013 EO10              | 25 de març de 2006     | Kitt Peak            | Spacewatch           |
| 449263 | 2013 EC12              | 15 de març de 2004     | Kitt Peak            | Spacewatch           |
| 449264 | 2013 EZ13              | 19 de febrer de 2009   | Kitt Peak            | Spacewatch           |
| 449265 | 2013 EF15              | 31 de març de 2009     | Kitt Peak            | Spacewatch           |
| 449266 | 2013 ER17              | 15 de desembre de 2004 | Kitt Peak            | Spacewatch           |
| 449267 | 2013 ED18              | 31 d'octubre de 2010   | Mount Lemmon         | Mt. Lemmon Survey    |
| 449268 | 2013 EL24              | 9 d'octubre de 2007    | Kitt Peak            | Spacewatch           |
| 449269 | 2013 EV24              | 21 d'abril de 2006     | Kitt Peak            | Spacewatch           |
| 449270 | 2013 EC26              | 22 de desembre de 2003 | Kitt Peak            | Spacewatch           |
| 449271 | 2013 EP30              | 28 de juny de 2005     | Kitt Peak            | Spacewatch           |
| 449272 | 2013 EL31              | 25 de setembre de 1998 | Anderson Mesa        | LONEOS               |
| 449273 | 2013 EA33              | 19 de març de 2005     | Siding Spring        | Siding Spring Survey |
| 449274 | 2013 EM38              | 1 d'abril de 2008      | Mount Lemmon         | Mt. Lemmon Survey    |
| 449275 | 2013 EM45              | 20 de desembre de 2004 | Mount Lemmon         | Mt. Lemmon Survey    |
| 449276 | 2013 EJ46              | 12 de setembre de 2007 | Mount Lemmon         | Mt. Lemmon Survey    |
| 449277 | 2013 ET46              | 8 de febrer de 1995    | Kitt Peak            | Spacewatch           |
| 449278 | 2013 EH48              | 14 de febrer de 2009   | Mount Lemmon         | Mt. Lemmon Survey    |
| 449279 | 2013 ED49              | 19 d'octubre de 2006   | Kitt Peak            | Spacewatch           |
| 449280 | 2013 EF59              | 17 de març de 2004     | Kitt Peak            | Spacewatch           |
| 449281 | 2013 EN62              | 2 de novembre de 2007  | Kitt Peak            | Spacewatch           |
| 449282 | 2013 EQ67              | 1 de novembre de 2010  | Kitt Peak            | Spacewatch           |
| 449283 | 2013 EO68              | 21 d'abril de 2004     | Kitt Peak            | Spacewatch           |
| 449284 | 2013 EH72              | 29 d'agost de 2006     | Kitt Peak            | Spacewatch           |
| 449285 | 2013 EM80              | 7 de febrer de 2013    | Kitt Peak            | Spacewatch           |
| 449286 | 2013 EW80              | 3 de novembre de 2007  | Mount Lemmon         | Mt. Lemmon Survey    |
| 449287 | 2013 EE83              | 19 de març de 2009     | Kitt Peak            | Spacewatch           |
| 449288 | 2013 EO85              | 24 d'abril de 2008     | Kitt Peak            | Spacewatch           |
| 449289 | 2013 ER85              | 30 de març de 2008     | Kitt Peak            | Spacewatch           |
| 449290 | 2013 EP86              | 29 de desembre de 2003 | Catalina             | CSS                  |
| 449291 | 2013 ER90              | 31 de març de 2009     | Kitt Peak            | Spacewatch           |
| 449292 | 2013 EU92              | 3 de desembre de 2007  | Kitt Peak            | Spacewatch           |
| 449293 | 2013 EC94              | 14 de febrer de 2013   | Catalina             | CSS                  |
| 449294 | 2013 EK94              | 2 de maig de 2003      | Kitt Peak            | Spacewatch           |
| 449295 | 2013 EQ98              | 8 de febrer de 2008    | Kitt Peak            | Spacewatch           |
| 449296 | 2013 EU105             | 16 de setembre de 2006 | Catalina             | CSS                  |
| 449297 | 2013 ET110             | 31 de març de 2009     | Mount Lemmon         | Mt. Lemmon Survey    |
| 449298 | 2013 EX111             | 13 de març de 2013     | Kitt Peak            | Spacewatch           |
| 449299 | 2013 EY111             | 10 de gener de 2008    | Kitt Peak            | Spacewatch           |
| 449300 | 2013 EZ111             | 13 de març de 2013     | Kitt Peak            | Spacewatch           |

## 449301–449400
| Nom    | Designació provisional | Data de descobriment   | Lloc de descobriment | Descobridor/s     |
| ------ | ---------------------- | ---------------------- | -------------------- | ----------------- |
| 449301 | 2013 EC114             | 2 de novembre de 2011  | Kitt Peak            | Spacewatch        |
| 449302 | 2013 EF114             | 24 d'octubre de 2005   | Kitt Peak            | Spacewatch        |
| 449303 | 2013 EC115             | 5 d'abril de 2000      | Socorro              | LINEAR            |
| 449304 | 2013 EL120             | 12 de gener de 2002    | Kitt Peak            | Spacewatch        |
| 449305 | 2013 EQ120             | 29 d'abril de 2008     | Mount Lemmon         | Mt. Lemmon Survey |
| 449306 | 2013 EV123             | 13 de maig de 2004     | Kitt Peak            | Spacewatch        |
| 449307 | 2013 EH127             | 28 d'abril de 2009     | Catalina             | CSS               |
| 449308 | 2013 EL147             | 15 de setembre de 2006 | Kitt Peak            | Spacewatch        |
| 449309 | 2013 FZ                | 25 de maig de 2003     | Anderson Mesa        | LONEOS            |
| 449310 | 2013 FJ2               | 14 de novembre de 2007 | Mount Lemmon         | Mt. Lemmon Survey |
| 449311 | 2013 FK5               | 26 de setembre de 2011 | Kitt Peak            | Spacewatch        |
| 449312 | 2013 FT5               | 11 de gener de 2008    | Kitt Peak            | Spacewatch        |
| 449313 | 2013 FA6               | 20 d'abril de 2009     | Kitt Peak            | Spacewatch        |
| 449314 | 2013 FQ6               | 10 de gener de 2007    | Mount Lemmon         | Mt. Lemmon Survey |
| 449315 | 2013 FY6               | 3 de març de 2005      | Kitt Peak            | Spacewatch        |
| 449316 | 2013 FB7               | 13 d'abril de 2008     | Kitt Peak            | Spacewatch        |
| 449317 | 2013 FD7               | 23 de novembre de 2011 | Kitt Peak            | Spacewatch        |
| 449318 | 2013 FP9               | 9 d'octubre de 2010    | Mount Lemmon         | Mt. Lemmon Survey |
| 449319 | 2013 FV9               | 1 de febrer de 2005    | Kitt Peak            | Spacewatch        |
| 449320 | 2013 FP10              | 12 de març de 2007     | Kitt Peak            | Spacewatch        |
| 449321 | 2013 FW11              | 15 de gener de 2005    | Kitt Peak            | Spacewatch        |
| 449322 | 2013 FD12              | 16 de setembre de 2006 | Kitt Peak            | Spacewatch        |
| 449323 | 2013 FJ12              | 4 d'octubre de 2005    | Catalina             | CSS               |
| 449324 | 2013 FL14              | 18 d'abril de 2009     | Kitt Peak            | Spacewatch        |
| 449325 | 2013 FS14              | 10 d'octubre de 2010   | Mount Lemmon         | Mt. Lemmon Survey |
| 449326 | 2013 FF15              | 20 de gener de 2009    | Mount Lemmon         | Mt. Lemmon Survey |
| 449327 | 2013 FJ16              | 23 de febrer de 2007   | Catalina             | CSS               |
| 449328 | 2013 FF21              | 10 de març de 2008     | Kitt Peak            | Spacewatch        |
| 449329 | 2013 FG21              | 18 d'abril de 2009     | Kitt Peak            | Spacewatch        |
| 449330 | 2013 FQ21              | 30 de març de 2008     | Kitt Peak            | Spacewatch        |
| 449331 | 2013 FE22              | 30 de març de 2008     | Kitt Peak            | Spacewatch        |
| 449332 | 2013 FJ23              | 9 de març de 2005      | Mount Lemmon         | Mt. Lemmon Survey |
| 449333 | 2013 FU24              | 12 de març de 2013     | Kitt Peak            | Spacewatch        |
| 449334 | 2013 FW24              | 25 de febrer de 2007   | Mount Lemmon         | Mt. Lemmon Survey |
| 449335 | 2013 FX25              | 5 de març de 2008      | Mount Lemmon         | Mt. Lemmon Survey |
| 449336 | 2013 FG26              | 6 de maig de 2005      | Kitt Peak            | Spacewatch        |
| 449337 | 2013 GC1               | 8 d'agost de 2010      | WISE                 | WISE              |
| 449338 | 2013 GZ3               | 26 de febrer de 2008   | Mount Lemmon         | Mt. Lemmon Survey |
| 449339 | 2013 GP5               | 30 de setembre de 2010 | Mount Lemmon         | Mt. Lemmon Survey |
| 449340 | 2013 GP6               | 6 d'abril de 2008      | Kitt Peak            | Spacewatch        |
| 449341 | 2013 GU6               | 27 de juliol de 2010   | WISE                 | WISE              |
| 449342 | 2013 GM10              | 31 de gener de 2008    | Mount Lemmon         | Mt. Lemmon Survey |
| 449343 | 2013 GR12              | 6 de maig de 2005      | Kitt Peak            | Spacewatch        |
| 449344 | 2013 GJ15              | 30 de gener de 2009    | Mount Lemmon         | Mt. Lemmon Survey |
| 449345 | 2013 GZ16              | 11 de març de 2013     | Mount Lemmon         | Mt. Lemmon Survey |
| 449346 | 2013 GT18              | 26 de setembre de 2006 | Catalina             | CSS               |
| 449347 | 2013 GW18              | 5 de maig de 2008      | Kitt Peak            | Spacewatch        |
| 449348 | 2013 GM20              | 11 d'abril de 2008     | Kitt Peak            | Spacewatch        |
| 449349 | 2013 GE21              | 1 de juny de 2008      | Mount Lemmon         | Mt. Lemmon Survey |
| 449350 | 2013 GX26              | 11 de març de 2008     | Mount Lemmon         | Mt. Lemmon Survey |
| 449351 | 2013 GW34              | 26 de setembre de 2011 | Kitt Peak            | Spacewatch        |
| 449352 | 2013 GT40              | 21 de març de 2004     | Kitt Peak            | Spacewatch        |
| 449353 | 2013 GW41              | 26 de març de 2009     | Kitt Peak            | Spacewatch        |
| 449354 | 2013 GH42              | 16 de febrer de 2013   | Mount Lemmon         | Mt. Lemmon Survey |
| 449355 | 2013 GX45              | 13 de març de 2013     | Kitt Peak            | Spacewatch        |
| 449356 | 2013 GL52              | 10 d'abril de 2013     | Mount Lemmon         | Mt. Lemmon Survey |
| 449357 | 2013 GY52              | 28 de maig de 2008     | Mount Lemmon         | Mt. Lemmon Survey |
| 449358 | 2013 GW55              | 27 de novembre de 2006 | Kitt Peak            | Spacewatch        |
| 449359 | 2013 GH56              | 7 de febrer de 2008    | Kitt Peak            | Spacewatch        |
| 449360 | 2013 GL57              | 19 de desembre de 2003 | Kitt Peak            | Spacewatch        |
| 449361 | 2013 GK58              | 28 d'agost de 2006     | Kitt Peak            | Spacewatch        |
| 449362 | 2013 GX72              | 18 de novembre de 2006 | Kitt Peak            | Spacewatch        |
| 449363 | 2013 GL74              | 16 de maig de 2009     | Kitt Peak            | Spacewatch        |
| 449364 | 2013 GW74              | 19 d'agost de 2001     | Socorro              | LINEAR            |
| 449365 | 2013 GG76              | 13 d'abril de 2008     | Mount Lemmon         | Mt. Lemmon Survey |
| 449366 | 2013 GG77              | 28 de desembre de 2003 | Socorro              | LINEAR            |
| 449367 | 2013 GU85              | 10 de febrer de 2008   | Kitt Peak            | Spacewatch        |
| 449368 | 2013 GF86              | 19 de març de 2007     | Anderson Mesa        | LONEOS            |
| 449369 | 2013 GY87              | 13 de maig de 2004     | Kitt Peak            | Spacewatch        |
| 449370 | 2013 GM90              | 27 d'agost de 2009     | Kitt Peak            | Spacewatch        |
| 449371 | 2013 GR90              | 17 de febrer de 2001   | Kitt Peak            | Spacewatch        |
| 449372 | 2013 GA93              | 28 d'octubre de 2010   | Mount Lemmon         | Mt. Lemmon Survey |
| 449373 | 2013 GN93              | 10 d'abril de 2005     | Mount Lemmon         | Mt. Lemmon Survey |
| 449374 | 2013 GQ93              | 15 de març de 2013     | Kitt Peak            | Spacewatch        |
| 449375 | 2013 GG94              | 27 d'octubre de 2005   | Kitt Peak            | Spacewatch        |
| 449376 | 2013 GV95              | 13 de març de 2007     | Mount Lemmon         | Mt. Lemmon Survey |
| 449377 | 2013 GM96              | 27 d'agost de 2009     | Kitt Peak            | Spacewatch        |
| 449378 | 2013 GP97              | 8 d'abril de 2013      | Mount Lemmon         | Mt. Lemmon Survey |
| 449379 | 2013 GK98              | 16 de març de 2013     | Kitt Peak            | Spacewatch        |
| 449380 | 2013 GU98              | 7 d'octubre de 2004    | Kitt Peak            | Spacewatch        |
| 449381 | 2013 GD101             | 5 d'octubre de 2004    | Kitt Peak            | Spacewatch        |
| 449382 | 2013 GP102             | 10 de febrer de 2008   | Kitt Peak            | Spacewatch        |
| 449383 | 2013 GA103             | 18 de gener de 2008    | Mount Lemmon         | Mt. Lemmon Survey |
| 449384 | 2013 GJ105             | 10 d'octubre de 2005   | Kitt Peak            | Spacewatch        |
| 449385 | 2013 GQ105             | 28 de febrer de 2008   | Kitt Peak            | Spacewatch        |
| 449386 | 2013 GE106             | 21 de setembre de 2001 | Kitt Peak            | Spacewatch        |
| 449387 | 2013 GG106             | 26 de març de 2009     | Kitt Peak            | Spacewatch        |
| 449388 | 2013 GT106             | 6 d'octubre de 2004    | Kitt Peak            | Spacewatch        |
| 449389 | 2013 GL107             | 29 d'octubre de 1999   | Kitt Peak            | Spacewatch        |
| 449390 | 2013 GV108             | 5 d'octubre de 2004    | Kitt Peak            | Spacewatch        |
| 449391 | 2013 GW109             | 12 de març de 2005     | Mount Lemmon         | Mt. Lemmon Survey |
| 449392 | 2013 GO110             | 5 de novembre de 1999  | Kitt Peak            | Spacewatch        |
| 449393 | 2013 GF112             | 12 de març de 2007     | Catalina             | CSS               |
| 449394 | 2013 GZ114             | 16 de novembre de 2011 | Kitt Peak            | Spacewatch        |
| 449395 | 2013 GT116             | 7 de febrer de 2002    | Kitt Peak            | Spacewatch        |
| 449396 | 2013 GP123             | 19 de setembre de 2006 | Kitt Peak            | Spacewatch        |
| 449397 | 2013 GB124             | 12 de juliol de 2010   | WISE                 | WISE              |
| 449398 | 2013 GH125             | 18 de novembre de 2011 | Mount Lemmon         | Mt. Lemmon Survey |
| 449399 | 2013 GS127             | 6 de gener de 2006     | Kitt Peak            | Spacewatch        |
| 449400 | 2013 GL131             | 11 de novembre de 2010 | Mount Lemmon         | Mt. Lemmon Survey |

## 449401–449500
| Nom    | Designació provisional | Data de descobriment   | Lloc de descobriment | Descobridor/s     |
| ------ | ---------------------- | ---------------------- | -------------------- | ----------------- |
| 449401 | 2013 GW132             | 5 d'agost de 2010      | WISE                 | WISE              |
| 449402 | 2013 GH134             | 25 de setembre de 2006 | Kitt Peak            | Spacewatch        |
| 449403 | 2013 GF135             | 6 de novembre de 2010  | Mount Lemmon         | Mt. Lemmon Survey |
| 449404 | 2013 HL1               | 30 de setembre de 2011 | Mount Lemmon         | Mt. Lemmon Survey |
| 449405 | 2013 HL3               | 10 de setembre de 2004 | Kitt Peak            | Spacewatch        |
| 449406 | 2013 HP8               | 28 de maig de 2000     | Socorro              | LINEAR            |
| 449407 | 2013 HQ8               | 17 d'abril de 2009     | Mount Lemmon         | Mt. Lemmon Survey |
| 449408 | 2013 HS8               | 3 de gener de 2012     | Mount Lemmon         | Mt. Lemmon Survey |
| 449409 | 2013 HP16              | 10 de setembre de 2007 | Mount Lemmon         | Mt. Lemmon Survey |
| 449410 | 2013 HV17              | 20 de setembre de 2011 | Kitt Peak            | Spacewatch        |
| 449411 | 2013 HL21              | 13 d'abril de 2004     | Kitt Peak            | Spacewatch        |
| 449412 | 2013 HH25              | 5 de març de 2013      | Mount Lemmon         | Mt. Lemmon Survey |
| 449413 | 2013 HZ25              | 29 de desembre de 2011 | Mount Lemmon         | Mt. Lemmon Survey |
| 449414 | 2013 HV28              | 2 de desembre de 2010  | Mount Lemmon         | Mt. Lemmon Survey |
| 449415 | 2013 HE32              | 12 d'agost de 2010     | Kitt Peak            | Spacewatch        |
| 449416 | 2013 HP32              | 28 de desembre de 2003 | Kitt Peak            | Spacewatch        |
| 449417 | 2013 HG35              | 27 de juliol de 2009   | Kitt Peak            | Spacewatch        |
| 449418 | 2013 HM41              | 21 de febrer de 2007   | Mount Lemmon         | Mt. Lemmon Survey |
| 449419 | 2013 HZ43              | 5 de desembre de 2010  | Mount Lemmon         | Mt. Lemmon Survey |
| 449420 | 2013 HF45              | 22 de juliol de 2010   | WISE                 | WISE              |
| 449421 | 2013 HZ48              | 14 de setembre de 2009 | Catalina             | CSS               |
| 449422 | 2013 HK53              | 29 de febrer de 2004   | Kitt Peak            | Spacewatch        |
| 449423 | 2013 HA59              | 25 d'octubre de 2005   | Kitt Peak            | Spacewatch        |
| 449424 | 2013 HB63              | 3 d'octubre de 1999    | Kitt Peak            | Spacewatch        |
| 449425 | 2013 HG68              | 14 de maig de 2008     | Mount Lemmon         | Mt. Lemmon Survey |
| 449426 | 2013 HM74              | 8 de març de 2008      | Kitt Peak            | Spacewatch        |
| 449427 | 2013 HW74              | 17 de setembre de 2009 | Mount Lemmon         | Mt. Lemmon Survey |
| 449428 | 2013 HP83              | 19 de gener de 2012    | Kitt Peak            | Spacewatch        |
| 449429 | 2013 HZ96              | 13 de setembre de 2005 | Kitt Peak            | Spacewatch        |
| 449430 | 2013 HJ100             | 4 d'octubre de 2004    | Kitt Peak            | Spacewatch        |
| 449431 | 2013 HV103             | 28 d'octubre de 2010   | Mount Lemmon         | Mt. Lemmon Survey |
| 449432 | 2013 HP108             | 9 de febrer de 2007    | Kitt Peak            | Spacewatch        |
| 449433 | 2013 HL109             | 12 de març de 2007     | Kitt Peak            | Spacewatch        |
| 449434 | 2013 HX109             | 17 d'octubre de 2010   | Mount Lemmon         | Mt. Lemmon Survey |
| 449435 | 2013 HB116             | 2 d'octubre de 2005    | Mount Lemmon         | Mt. Lemmon Survey |
| 449436 | 2013 HN118             | 3 de novembre de 2010  | Mount Lemmon         | Mt. Lemmon Survey |
| 449437 | 2013 HS122             | 24 de desembre de 2005 | Kitt Peak            | Spacewatch        |
| 449438 | 2013 HZ122             | 31 d'octubre de 2010   | Mount Lemmon         | Mt. Lemmon Survey |
| 449439 | 2013 HL134             | 18 d'agost de 2006     | Kitt Peak            | Spacewatch        |
| 449440 | 2013 HE139             | 14 de novembre de 2006 | Kitt Peak            | Spacewatch        |
| 449441 | 2013 HK140             | 29 de setembre de 2005 | Mount Lemmon         | Mt. Lemmon Survey |
| 449442 | 2013 HU145             | 6 de desembre de 2002  | Socorro              | LINEAR            |
| 449443 | 2013 HG146             | 13 de gener de 2008    | Mount Lemmon         | Mt. Lemmon Survey |
| 449444 | 2013 JH                | 2 d'octubre de 2010    | Mount Lemmon         | Mt. Lemmon Survey |
| 449445 | 2013 JM                | 10 de gener de 2008    | Kitt Peak            | Spacewatch        |
| 449446 | 2013 JH21              | 21 de febrer de 2007   | Mount Lemmon         | Mt. Lemmon Survey |
| 449447 | 2013 JM21              | 8 de gener de 2010     | WISE                 | WISE              |
| 449448 | 2013 JX22              | 7 d'octubre de 2004    | Kitt Peak            | Spacewatch        |
| 449449 | 2013 JY30              | 11 de maig de 2013     | Mount Lemmon         | Mt. Lemmon Survey |
| 449450 | 2013 JA32              | 25 d'abril de 2007     | Mount Lemmon         | Mt. Lemmon Survey |
| 449451 | 2013 JW33              | 8 de desembre de 2010  | Kitt Peak            | Spacewatch        |
| 449452 | 2013 JA37              | 24 d'octubre de 2005   | Kitt Peak            | Spacewatch        |
| 449453 | 2013 JJ40              | 31 de gener de 2006    | Kitt Peak            | Spacewatch        |
| 449454 | 2013 JM42              | 15 de maig de 2009     | Mount Lemmon         | Mt. Lemmon Survey |
| 449455 | 2013 JS49              | 11 de novembre de 2010 | Mount Lemmon         | Mt. Lemmon Survey |
| 449456 | 2013 JE54              | 18 de març de 2013     | Mount Lemmon         | Mt. Lemmon Survey |
| 449457 | 2013 KU8               | 9 de novembre de 1999  | Kitt Peak            | Spacewatch        |
| 449458 | 2013 KC17              | 31 de maig de 2013     | Kitt Peak            | Spacewatch        |
| 449459 | 2013 LB3               | 10 de novembre de 2004 | Kitt Peak            | Spacewatch        |
| 449460 | 2013 LJ4               | 14 de maig de 2008     | Mount Lemmon         | Mt. Lemmon Survey |
| 449461 | 2013 LX7               | 15 de setembre de 2009 | Kitt Peak            | Spacewatch        |
| 449462 | 2013 LE8               | 13 de novembre de 2010 | Mount Lemmon         | Mt. Lemmon Survey |
| 449463 | 2013 LR11              | 9 de febrer de 2010    | WISE                 | WISE              |
| 449464 | 2013 LH24              | 4 de novembre de 2004  | Kitt Peak            | Spacewatch        |
| 449465 | 2013 LT33              | 24 de novembre de 2003 | Kitt Peak            | Spacewatch        |
| 449466 | 2013 ME2               | 17 de febrer de 2007   | Kitt Peak            | Spacewatch        |
| 449467 | 2014 BZ28              | 14 de gener de 2011    | Mount Lemmon         | Mt. Lemmon Survey |
| 449468 | 2014 BN60              | 7 de setembre de 1999  | Socorro              | LINEAR            |
| 449469 | 2014 CL14              | 23 de març de 2004     | Socorro              | LINEAR            |
| 449470 | 2014 CP21              | 3 d'abril de 2010      | WISE                 | WISE              |
| 449471 | 2014 DR25              | 11 d'abril de 2005     | Kitt Peak            | Spacewatch        |
| 449472 | 2014 DK36              | 22 de setembre de 2008 | Kitt Peak            | Spacewatch        |
| 449473 | 2014 DY50              | 1 de novembre de 2005  | Kitt Peak            | Spacewatch        |
| 449474 | 2014 DX74              | 7 d'octubre de 2004    | Kitt Peak            | Spacewatch        |
| 449475 | 2014 DZ79              | 29 d'octubre de 2005   | Kitt Peak            | Spacewatch        |
| 449476 | 2014 DN87              | 8 de gener de 2010     | Kitt Peak            | Spacewatch        |
| 449477 | 2014 DN90              | 21 de febrer de 2007   | Kitt Peak            | Spacewatch        |
| 449478 | 2014 DW96              | 2 de maig de 1997      | Caussols             | ODAS              |
| 449479 | 2014 DV119             | 3 de maig de 2003      | Kitt Peak            | Spacewatch        |
| 449480 | 2014 DG140             | 12 de gener de 2010    | Catalina             | CSS               |
| 449481 | 2014 EZ3               | 12 de setembre de 2007 | Mount Lemmon         | Mt. Lemmon Survey |
| 449482 | 2014 EQ43              | 19 d'agost de 2006     | Anderson Mesa        | LONEOS            |
| 449483 | 2014 EW48              | 27 d'abril de 2000     | Socorro              | LINEAR            |
| 449484 | 2014 FP2               | 12 de març de 2007     | Kitt Peak            | Spacewatch        |
| 449485 | 2014 FX3               | 24 de març de 2006     | Mount Lemmon         | Mt. Lemmon Survey |
| 449486 | 2014 FG7               | 26 de juny de 2004     | Catalina             | CSS               |
| 449487 | 2014 FP11              | 16 de març de 2007     | Kitt Peak            | Spacewatch        |
| 449488 | 2014 FB33              | 17 d'abril de 2009     | Catalina             | CSS               |
| 449489 | 2014 FP46              | 13 de març de 2010     | Mount Lemmon         | Mt. Lemmon Survey |
| 449490 | 2014 FD47              | 2 d'abril de 2005      | Mount Lemmon         | Mt. Lemmon Survey |
| 449491 | 2014 FL47              | 28 de febrer de 2006   | Mount Lemmon         | Mt. Lemmon Survey |
| 449492 | 2014 FN51              | 20 de setembre de 2011 | Kitt Peak            | Spacewatch        |
| 449493 | 2014 FT52              | 14 d'octubre de 2007   | Socorro              | LINEAR            |
| 449494 | 2014 FZ53              | 19 de maig de 2010     | Catalina             | CSS               |
| 449495 | 2014 FK55              | 11 de maig de 2002     | Socorro              | LINEAR            |
| 449496 | 2014 FS57              | 11 de febrer de 2008   | Kitt Peak            | Spacewatch        |
| 449497 | 2014 FT65              | 18 de desembre de 2004 | Mount Lemmon         | Mt. Lemmon Survey |
| 449498 | 2014 FF66              | 10 de març de 2007     | Mount Lemmon         | Mt. Lemmon Survey |
| 449499 | 2014 GJ3               | 31 de març de 2009     | Mount Lemmon         | Mt. Lemmon Survey |
| 449500 | 2014 GD14              | 22 de gener de 2006    | Mount Lemmon         | Mt. Lemmon Survey |

## 449501–449600
| Nom    | Designació provisional | Data de descobriment   | Lloc de descobriment | Descobridor/s        |
| ------ | ---------------------- | ---------------------- | -------------------- | -------------------- |
| 449501 | 2014 GO15              | 18 d'octubre de 2007   | Kitt Peak            | Spacewatch           |
| 449502 | 2014 GZ15              | 15 de març de 2010     | Mount Lemmon         | Mt. Lemmon Survey    |
| 449503 | 2014 GW17              | 22 de maig de 2011     | Mount Lemmon         | Mt. Lemmon Survey    |
| 449504 | 2014 GQ26              | 26 d'octubre de 2008   | Kitt Peak            | Spacewatch           |
| 449505 | 2014 GP30              | 24 de març de 2003     | Kitt Peak            | Spacewatch           |
| 449506 | 2014 GC31              | 16 de juny de 2005     | Mount Lemmon         | Mt. Lemmon Survey    |
| 449507 | 2014 GW33              | 18 de març de 2010     | Mount Lemmon         | Mt. Lemmon Survey    |
| 449508 | 2014 GY36              | 31 de gener de 2009    | Kitt Peak            | Spacewatch           |
| 449509 | 2014 GV38              | 21 d'octubre de 2003   | Kitt Peak            | Spacewatch           |
| 449510 | 2014 GW39              | 7 de setembre de 2004  | Kitt Peak            | Spacewatch           |
| 449511 | 2014 GA40              | 5 de desembre de 2012  | Mount Lemmon         | Mt. Lemmon Survey    |
| 449512 | 2014 GL44              | 12 de març de 2007     | Catalina             | CSS                  |
| 449513 | 2014 GM45              | 24 d'octubre de 2011   | Mount Lemmon         | Mt. Lemmon Survey    |
| 449514 | 2014 GS48              | 8 de febrer de 2008    | Mount Lemmon         | Mt. Lemmon Survey    |
| 449515 | 2014 GE49              | 19 de març de 2001     | Socorro              | LINEAR               |
| 449516 | 2014 HF                | 20 d'octubre de 2012   | Mount Lemmon         | Mt. Lemmon Survey    |
| 449517 | 2014 HT2               | 20 de setembre de 2007 | Catalina             | CSS                  |
| 449518 | 2014 HB5               | 2 de juny de 2003      | Kitt Peak            | Spacewatch           |
| 449519 | 2014 HU9               | 30 de setembre de 2006 | Mount Lemmon         | Mt. Lemmon Survey    |
| 449520 | 2014 HA10              | 15 de febrer de 2010   | Kitt Peak            | Spacewatch           |
| 449521 | 2014 HL11              | 5 de maig de 2003      | Kitt Peak            | Spacewatch           |
| 449522 | 2014 HP13              | 10 d'octubre de 2007   | Kitt Peak            | Spacewatch           |
| 449523 | 2014 HX14              | 15 d'octubre de 2004   | Mount Lemmon         | Mt. Lemmon Survey    |
| 449524 | 2014 HT18              | 10 d'abril de 2010     | Mount Lemmon         | Mt. Lemmon Survey    |
| 449525 | 2014 HX20              | 21 de febrer de 2007   | Mount Lemmon         | Mt. Lemmon Survey    |
| 449526 | 2014 HL21              | 23 de març de 2014     | Kitt Peak            | Spacewatch           |
| 449527 | 2014 HK26              | 6 d'abril de 2014      | Mount Lemmon         | Mt. Lemmon Survey    |
| 449528 | 2014 HW32              | 2 de gener de 2014     | Mount Lemmon         | Mt. Lemmon Survey    |
| 449529 | 2014 HD36              | 30 d'abril de 2006     | Kitt Peak            | Spacewatch           |
| 449530 | 2014 HL38              | 18 de novembre de 2011 | Mount Lemmon         | Mt. Lemmon Survey    |
| 449531 | 2014 HN39              | 18 de novembre de 2011 | Mount Lemmon         | Mt. Lemmon Survey    |
| 449532 | 2014 HW40              | 30 de novembre de 2005 | Kitt Peak            | Spacewatch           |
| 449533 | 2014 HK42              | 27 de gener de 2006    | Kitt Peak            | Spacewatch           |
| 449534 | 2014 HY42              | 21 de febrer de 2009   | Kitt Peak            | Spacewatch           |
| 449535 | 2014 HN56              | 23 de setembre de 2008 | Kitt Peak            | Spacewatch           |
| 449536 | 2014 HQ72              | 1 de febrer de 2013    | Mount Lemmon         | Mt. Lemmon Survey    |
| 449537 | 2014 HR91              | 22 d'octubre de 2011   | Mount Lemmon         | Mt. Lemmon Survey    |
| 449538 | 2014 HL100             | 18 d'octubre de 2011   | Kitt Peak            | Spacewatch           |
| 449539 | 2014 HW109             | 24 d'agost de 2007     | Kitt Peak            | Spacewatch           |
| 449540 | 2014 HK114             | 4 d'abril de 2003      | Kitt Peak            | Spacewatch           |
| 449541 | 2014 HE123             | 8 de març de 2005      | Mount Lemmon         | Mt. Lemmon Survey    |
| 449542 | 2014 HT124             | 29 d'agost de 2011     | Siding Spring        | Siding Spring Survey |
| 449543 | 2014 HN128             | 24 de setembre de 2008 | Mount Lemmon         | Mt. Lemmon Survey    |
| 449544 | 2014 HE146             | 29 de juliol de 2010   | WISE                 | WISE                 |
| 449545 | 2014 HZ146             | 5 de maig de 2006      | Kitt Peak            | Spacewatch           |
| 449546 | 2014 HN148             | 21 de maig de 2004     | Kitt Peak            | Spacewatch           |
| 449547 | 2014 HY158             | 13 de novembre de 2012 | Kitt Peak            | Spacewatch           |
| 449548 | 2014 HU160             | 16 de febrer de 2013   | Mount Lemmon         | Mt. Lemmon Survey    |
| 449549 | 2014 HD163             | 27 de setembre de 2006 | Catalina             | CSS                  |
| 449550 | 2014 HG164             | 26 de març de 2003     | Kitt Peak            | Spacewatch           |
| 449551 | 2014 HF167             | 23 de gener de 2006    | Mount Lemmon         | Mt. Lemmon Survey    |
| 449552 | 2014 HT171             | 7 de febrer de 2007    | Mount Lemmon         | Mt. Lemmon Survey    |
| 449553 | 2014 HN172             | 13 de setembre de 2007 | Mount Lemmon         | Mt. Lemmon Survey    |
| 449554 | 2014 HO175             | 26 d'octubre de 2005   | Kitt Peak            | Spacewatch           |
| 449555 | 2014 HE180             | 24 de setembre de 2008 | Mount Lemmon         | Mt. Lemmon Survey    |
| 449556 | 2014 HB183             | 12 de març de 2010     | Catalina             | CSS                  |
| 449557 | 2014 HX183             | 21 de juny de 2010     | Kitt Peak            | Spacewatch           |
| 449558 | 2014 HY186             | 12 d'octubre de 2007   | Mount Lemmon         | Mt. Lemmon Survey    |
| 449559 | 2014 HZ186             | 16 de març de 2007     | Mount Lemmon         | Mt. Lemmon Survey    |
| 449560 | 2014 HN188             | 21 de juny de 2007     | Mount Lemmon         | Mt. Lemmon Survey    |
| 449561 | 2014 JJ                | 10 de gener de 2007    | Kitt Peak            | Spacewatch           |
| 449562 | 2014 JK                | 23 de setembre de 2011 | Mount Lemmon         | Mt. Lemmon Survey    |
| 449563 | 2014 JM                | 25 d'octubre de 2005   | Mount Lemmon         | Mt. Lemmon Survey    |
| 449564 | 2014 JX                | 2 de novembre de 2011  | Mount Lemmon         | Mt. Lemmon Survey    |
| 449565 | 2014 JR1               | 28 de setembre de 2003 | Kitt Peak            | Spacewatch           |
| 449566 | 2014 JC2               | 16 de març de 2007     | Mount Lemmon         | Mt. Lemmon Survey    |
| 449567 | 2014 JD4               | 9 d'octubre de 2008    | Mount Lemmon         | Mt. Lemmon Survey    |
| 449568 | 2014 JL6               | 29 d'agost de 2006     | Kitt Peak            | Spacewatch           |
| 449569 | 2014 JG9               | 15 d'abril de 2005     | Kitt Peak            | Spacewatch           |
| 449570 | 2014 JS9               | 3 de març de 2006      | Kitt Peak            | Spacewatch           |
| 449571 | 2014 JT10              | 15 d'abril de 2008     | Mount Lemmon         | Mt. Lemmon Survey    |
| 449572 | 2014 JK11              | 10 de maig de 2007     | Mount Lemmon         | Mt. Lemmon Survey    |
| 449573 | 2014 JZ15              | 13 de març de 2007     | Mount Lemmon         | Mt. Lemmon Survey    |
| 449574 | 2014 JS17              | 22 de febrer de 2014   | Mount Lemmon         | Mt. Lemmon Survey    |
| 449575 | 2014 JM18              | 26 de gener de 2006    | Mount Lemmon         | Mt. Lemmon Survey    |
| 449576 | 2014 JJ21              | 11 d'octubre de 2007   | Kitt Peak            | Spacewatch           |
| 449577 | 2014 JA22              | 1 de novembre de 2011  | Mount Lemmon         | Mt. Lemmon Survey    |
| 449578 | 2014 JV22              | 3 de març de 2009      | Kitt Peak            | Spacewatch           |
| 449579 | 2014 JD24              | 11 de març de 2008     | Kitt Peak            | Spacewatch           |
| 449580 | 2014 JP27              | 1 de febrer de 2013    | Mount Lemmon         | Mt. Lemmon Survey    |
| 449581 | 2014 JB29              | 7 d'abril de 2008      | Mount Lemmon         | Mt. Lemmon Survey    |
| 449582 | 2014 JO31              | 19 de maig de 2004     | Kitt Peak            | Spacewatch           |
| 449583 | 2014 JQ31              | 16 de març de 2004     | Kitt Peak            | Spacewatch           |
| 449584 | 2014 JP33              | 4 de setembre de 2008  | Kitt Peak            | Spacewatch           |
| 449585 | 2014 JF34              | 19 d'octubre de 2011   | Mount Lemmon         | Mt. Lemmon Survey    |
| 449586 | 2014 JV35              | 20 de novembre de 2001 | Socorro              | LINEAR               |
| 449587 | 2014 JR37              | 22 de gener de 2006    | Mount Lemmon         | Mt. Lemmon Survey    |
| 449588 | 2014 JD39              | 3 de setembre de 2008  | Kitt Peak            | Spacewatch           |
| 449589 | 2014 JA41              | 11 d'abril de 2003     | Kitt Peak            | Spacewatch           |
| 449590 | 2014 JJ42              | 11 de maig de 2010     | Mount Lemmon         | Mt. Lemmon Survey    |
| 449591 | 2014 JU42              | 11 d'octubre de 2007   | Kitt Peak            | Spacewatch           |
| 449592 | 2014 JZ42              | 10 de novembre de 2010 | Mount Lemmon         | Mt. Lemmon Survey    |
| 449593 | 2014 JX43              | 14 de febrer de 2013   | Catalina             | CSS                  |
| 449594 | 2014 JK44              | 29 de setembre de 2008 | Kitt Peak            | Spacewatch           |
| 449595 | 2014 JB45              | 17 de novembre de 2009 | Kitt Peak            | Spacewatch           |
| 449596 | 2014 JP45              | 26 de març de 2006     | Mount Lemmon         | Mt. Lemmon Survey    |
| 449597 | 2014 JK46              | 23 de maig de 2003     | Kitt Peak            | Spacewatch           |
| 449598 | 2014 JN46              | 10 de maig de 2007     | Mount Lemmon         | Mt. Lemmon Survey    |
| 449599 | 2014 JH47              | 19 d'octubre de 2007   | Kitt Peak            | Spacewatch           |
| 449600 | 2014 JG48              | 1 de gener de 2008     | Kitt Peak            | Spacewatch           |

## 449601–449700
| Nom    | Designació provisional | Data de descobriment   | Lloc de descobriment | Descobridor/s        |
| ------ | ---------------------- | ---------------------- | -------------------- | -------------------- |
| 449601 | 2014 JM48              | 10 d'octubre de 2007   | Mount Lemmon         | Mt. Lemmon Survey    |
| 449602 | 2014 JV51              | 6 d'octubre de 2008    | Kitt Peak            | Spacewatch           |
| 449603 | 2014 JC59              | 24 d'abril de 2004     | Kitt Peak            | Spacewatch           |
| 449604 | 2014 JK62              | 29 de gener de 2009    | Kitt Peak            | Spacewatch           |
| 449605 | 2014 JN62              | 12 de setembre de 1998 | Kitt Peak            | Spacewatch           |
| 449606 | 2014 JX63              | 5 d'abril de 2010      | Kitt Peak            | Spacewatch           |
| 449607 | 2014 JA69              | 29 de gener de 2009    | Kitt Peak            | Spacewatch           |
| 449608 | 2014 JK70              | 5 de gener de 2006     | Kitt Peak            | Spacewatch           |
| 449609 | 2014 JL70              | 7 d'abril de 2010      | Kitt Peak            | Spacewatch           |
| 449610 | 2014 JU70              | 5 d'abril de 2003      | Kitt Peak            | Spacewatch           |
| 449611 | 2014 JV70              | 19 de novembre de 2008 | Mount Lemmon         | Mt. Lemmon Survey    |
| 449612 | 2014 JE71              | 21 de novembre de 2008 | Mount Lemmon         | Mt. Lemmon Survey    |
| 449613 | 2014 JA73              | 9 d'octubre de 2005    | Kitt Peak            | Spacewatch           |
| 449614 | 2014 JB73              | 24 d'abril de 2001     | Kitt Peak            | Spacewatch           |
| 449615 | 2014 JO73              | 13 de març de 2010     | Kitt Peak            | Spacewatch           |
| 449616 | 2014 JP75              | 23 de setembre de 2011 | Mount Lemmon         | Mt. Lemmon Survey    |
| 449617 | 2014 JJ76              | 28 de setembre de 2006 | Kitt Peak            | Spacewatch           |
| 449618 | 2014 JT78              | 22 d'octubre de 2011   | Mount Lemmon         | Mt. Lemmon Survey    |
| 449619 | 2014 JC79              | 8 de desembre de 2012  | Kitt Peak            | Spacewatch           |
| 449620 | 2014 JJ79              | 31 de març de 2008     | Mount Lemmon         | Mt. Lemmon Survey    |
| 449621 | 2014 JN79              | 6 de gener de 2013     | Mount Lemmon         | Mt. Lemmon Survey    |
| 449622 | 2014 KQ                | 3 de març de 2009      | Catalina             | CSS                  |
| 449623 | 2014 KS                | 2 d'octubre de 2006    | Mount Lemmon         | Mt. Lemmon Survey    |
| 449624 | 2014 KC3               | 28 de març de 2014     | Mount Lemmon         | Mt. Lemmon Survey    |
| 449625 | 2014 KP3               | 14 de juliol de 2010   | WISE                 | WISE                 |
| 449626 | 2014 KN5               | 25 de maig de 2007     | Mount Lemmon         | Mt. Lemmon Survey    |
| 449627 | 2014 KQ6               | 24 de febrer de 2009   | Kitt Peak            | Spacewatch           |
| 449628 | 2014 KN12              | 21 d'octubre de 2011   | Mount Lemmon         | Mt. Lemmon Survey    |
| 449629 | 2014 KU16              | 19 de maig de 2010     | Mount Lemmon         | Mt. Lemmon Survey    |
| 449630 | 2014 KC17              | 21 de juliol de 2010   | WISE                 | WISE                 |
| 449631 | 2014 KL17              | 30 d'abril de 2008     | Mount Lemmon         | Mt. Lemmon Survey    |
| 449632 | 2014 KR17              | 19 de maig de 2010     | Mount Lemmon         | Mt. Lemmon Survey    |
| 449633 | 2014 KE18              | 10 de maig de 2005     | Kitt Peak            | Spacewatch           |
| 449634 | 2014 KS20              | 18 de setembre de 2006 | Kitt Peak            | Spacewatch           |
| 449635 | 2014 KW20              | 22 de maig de 2014     | Mount Lemmon         | Mt. Lemmon Survey    |
| 449636 | 2014 KZ23              | 13 de juny de 1993     | Kitt Peak            | Spacewatch           |
| 449637 | 2014 KY24              | 10 de novembre de 2004 | Kitt Peak            | Spacewatch           |
| 449638 | 2014 KW26              | 15 de juliol de 2007   | Siding Spring        | Siding Spring Survey |
| 449639 | 2014 KJ27              | 9 de juny de 2010      | WISE                 | WISE                 |
| 449640 | 2014 KM27              | 6 d'octubre de 2004    | Kitt Peak            | Spacewatch           |
| 449641 | 2014 KY28              | 9 de setembre de 2004  | Socorro              | LINEAR               |
| 449642 | 2014 KE29              | 13 de novembre de 2010 | Mount Lemmon         | Mt. Lemmon Survey    |
| 449643 | 2014 KF29              | 30 de setembre de 2011 | Kitt Peak            | Spacewatch           |
| 449644 | 2014 KK31              | 19 de novembre de 2007 | Kitt Peak            | Spacewatch           |
| 449645 | 2014 KX34              | 30 de gener de 2008    | Mount Lemmon         | Mt. Lemmon Survey    |
| 449646 | 2014 KN41              | 3 de desembre de 2008  | Mount Lemmon         | Mt. Lemmon Survey    |
| 449647 | 2014 KK42              | 19 de juliol de 2010   | WISE                 | WISE                 |
| 449648 | 2014 KC43              | 31 de març de 2008     | Mount Lemmon         | Mt. Lemmon Survey    |
| 449649 | 2014 KX50              | 13 de març de 2007     | Kitt Peak            | Spacewatch           |
| 449650 | 2014 KT51              | 9 de juliol de 2005    | Kitt Peak            | Spacewatch           |
| 449651 | 2014 KV51              | 15 de març de 2008     | Mount Lemmon         | Mt. Lemmon Survey    |
| 449652 | 2014 KK52              | 3 de febrer de 2009    | Kitt Peak            | Spacewatch           |
| 449653 | 2014 KU55              | 19 d'octubre de 1998   | Caussols             | ODAS                 |
| 449654 | 2014 KS57              | 3 de desembre de 2008  | Mount Lemmon         | Mt. Lemmon Survey    |
| 449655 | 2014 KP58              | 6 d'abril de 2005      | Mount Lemmon         | Mt. Lemmon Survey    |
| 449656 | 2014 KG62              | 12 de novembre de 2005 | Kitt Peak            | Spacewatch           |
| 449657 | 2014 KS70              | 7 de desembre de 2005  | Kitt Peak            | Spacewatch           |
| 449658 | 2014 KP71              | 18 de novembre de 2011 | Mount Lemmon         | Mt. Lemmon Survey    |
| 449659 | 2014 KR73              | 26 d'abril de 2001     | Kitt Peak            | Spacewatch           |
| 449660 | 2014 KP74              | 22 de maig de 2014     | Mount Lemmon         | Mt. Lemmon Survey    |
| 449661 | 2014 KS77              | 10 d'agost de 2010     | Kitt Peak            | Spacewatch           |
| 449662 | 2014 KB79              | 29 de setembre de 2011 | Mount Lemmon         | Mt. Lemmon Survey    |
| 449663 | 2014 KA80              | 20 d'abril de 2004     | Siding Spring        | Siding Spring Survey |
| 449664 | 2014 KT80              | 3 de desembre de 2008  | Mount Lemmon         | Mt. Lemmon Survey    |
| 449665 | 2014 KW80              | 24 de març de 2003     | Kitt Peak            | Spacewatch           |
| 449666 | 2014 KH81              | 4 de desembre de 2007  | Kitt Peak            | Spacewatch           |
| 449667 | 2014 KH83              | 8 de maig de 2005      | Kitt Peak            | Spacewatch           |
| 449668 | 2014 KS83              | 11 de març de 2005     | Anderson Mesa        | LONEOS               |
| 449669 | 2014 KS84              | 13 de desembre de 2004 | Kitt Peak            | Spacewatch           |
| 449670 | 2014 KO85              | 19 de gener de 2009    | Mount Lemmon         | Mt. Lemmon Survey    |
| 449671 | 2014 KR85              | 1 de març de 2005      | Catalina             | CSS                  |
| 449672 | 2014 KW85              | 28 de desembre de 2005 | Kitt Peak            | Spacewatch           |
| 449673 | 2014 KX85              | 15 de gener de 1996    | Kitt Peak            | Spacewatch           |
| 449674 | 2014 KV90              | 30 d'octubre de 2007   | Mount Lemmon         | Mt. Lemmon Survey    |
| 449675 | 2014 KW92              | 29 d'octubre de 2010   | Mount Lemmon         | Mt. Lemmon Survey    |
| 449676 | 2014 KW93              | 3 de novembre de 2005  | Mount Lemmon         | Mt. Lemmon Survey    |
| 449677 | 2014 KX94              | 30 de maig de 2014     | Mount Lemmon         | Mt. Lemmon Survey    |
| 449678 | 2014 KQ97              | 18 de novembre de 2006 | Kitt Peak            | Spacewatch           |
| 449679 | 2014 KK100             | 12 d'octubre de 2007   | Mount Lemmon         | Mt. Lemmon Survey    |
| 449680 | 2014 KC101             | 16 de març de 2007     | Kitt Peak            | Spacewatch           |
| 449681 | 2014 LC3               | 1 de gener de 2003     | Kitt Peak            | Spacewatch           |
| 449682 | 2014 LF3               | 12 de novembre de 2007 | Mount Lemmon         | Mt. Lemmon Survey    |
| 449683 | 2014 LZ6               | 7 de juny de 2007      | Kitt Peak            | Spacewatch           |
| 449684 | 2014 LE7               | 1 de juliol de 2011    | Mount Lemmon         | Mt. Lemmon Survey    |
| 449685 | 2014 LP12              | 15 de desembre de 2007 | Mount Lemmon         | Mt. Lemmon Survey    |
| 449686 | 2014 LK14              | 6 de febrer de 2010    | Mount Lemmon         | Mt. Lemmon Survey    |
| 449687 | 2014 LK16              | 28 d'octubre de 2010   | Mount Lemmon         | Mt. Lemmon Survey    |
| 449688 | 2014 LS18              | 27 de febrer de 2006   | Kitt Peak            | Spacewatch           |
| 449689 | 2014 LA19              | 2 de setembre de 2008  | Kitt Peak            | Spacewatch           |
| 449690 | 2014 LD19              | 4 de març de 2006      | Kitt Peak            | Spacewatch           |
| 449691 | 2014 LK19              | 16 de gener de 2013    | Mount Lemmon         | Mt. Lemmon Survey    |
| 449692 | 2014 LS20              | 22 d'octubre de 2006   | Catalina             | CSS                  |
| 449693 | 2014 LE22              | 3 de novembre de 2004  | Kitt Peak            | Spacewatch           |
| 449694 | 2014 LJ22              | 13 de setembre de 2007 | Mount Lemmon         | Mt. Lemmon Survey    |
| 449695 | 2014 LX22              | 6 de setembre de 2004  | Socorro              | LINEAR               |
| 449696 | 2014 LD23              | 5 de novembre de 2005  | Kitt Peak            | Spacewatch           |
| 449697 | 2014 LU23              | 27 d'abril de 2001     | Socorro              | LINEAR               |
| 449698 | 2014 LK24              | 15 de setembre de 2007 | Mount Lemmon         | Mt. Lemmon Survey    |
| 449699 | 2014 MJ                | 5 de gener de 2013     | Mount Lemmon         | Mt. Lemmon Survey    |
| 449700 | 2014 MH1               | 25 de desembre de 2005 | Kitt Peak            | Spacewatch           |

## 449701–449800
| Nom    | Designació provisional | Data de descobriment   | Lloc de descobriment | Descobridor/s     |
| ------ | ---------------------- | ---------------------- | -------------------- | ----------------- |
| 449701 | 2014 MM1               | 17 de setembre de 2010 | Mount Lemmon         | Mt. Lemmon Survey |
| 449702 | 2014 MF2               | 26 de gener de 2006    | Kitt Peak            | Spacewatch        |
| 449703 | 2014 MT6               | 4 de març de 2005      | Kitt Peak            | Spacewatch        |
| 449704 | 2014 MC9               | 26 de maig de 2008     | Kitt Peak            | Spacewatch        |
| 449705 | 2014 MB11              | 15 d'octubre de 2007   | Mount Lemmon         | Mt. Lemmon Survey |
| 449706 | 2014 MR14              | 10 d'abril de 2005     | Mount Lemmon         | Mt. Lemmon Survey |
| 449707 | 2014 MQ24              | 2 de març de 2008      | Mount Lemmon         | Mt. Lemmon Survey |
| 449708 | 2014 MT31              | 21 de març de 2012     | Catalina             | CSS               |
| 449709 | 2014 MH35              | 29 de juliol de 2010   | WISE                 | WISE              |
| 449710 | 2014 MS35              | 14 de juny de 2010     | Mount Lemmon         | Mt. Lemmon Survey |
| 449711 | 2014 MD36              | 2 de gener de 2006     | Mount Lemmon         | Mt. Lemmon Survey |
| 449712 | 2014 MJ38              | 25 de març de 2007     | Mount Lemmon         | Mt. Lemmon Survey |
| 449713 | 2014 MQ38              | 18 d'abril de 2013     | Mount Lemmon         | Mt. Lemmon Survey |
| 449714 | 2014 MV43              | 16 de desembre de 2007 | Kitt Peak            | Spacewatch        |
| 449715 | 2014 ME46              | 30 d'octubre de 2010   | Mount Lemmon         | Mt. Lemmon Survey |
| 449716 | 2014 MS48              | 1 de juny de 2003      | Kitt Peak            | Spacewatch        |
| 449717 | 2014 MG51              | 14 de desembre de 2003 | Kitt Peak            | Spacewatch        |
| 449718 | 2014 MP54              | 22 d'octubre de 2009   | Mount Lemmon         | Mt. Lemmon Survey |
| 449719 | 2014 MS65              | 3 de maig de 2008      | Kitt Peak            | Spacewatch        |
| 449720 | 2014 ML66              | 20 de setembre de 2003 | Kitt Peak            | Spacewatch        |
| 449721 | 2014 NU                | 13 de juny de 2010}    | WISE                 | WISE              |
| 449722 | 2014 NY1               | 2 de març de 2009      | Kitt Peak            | Spacewatch        |
| 449723 | 2014 NQ2               | 30 de novembre de 2011 | Catalina             | CSS               |
| 449724 | 2014 NO16              | 19 de juny de 2010     | Kitt Peak            | Spacewatch        |
| 449725 | 2014 NX16              | 2 de maig de 2003      | Kitt Peak            | Spacewatch        |
| 449726 | 2014 NP19              | 17 d'octubre de 1998   | Kitt Peak            | Spacewatch        |
| 449727 | 2014 NR19              | 2 d'octubre de 2006    | Mount Lemmon         | Mt. Lemmon Survey |
| 449728 | 2014 NQ21              | 18 de setembre de 2009 | Catalina             | CSS               |
| 449729 | 2014 NN23              | 19 de juny de 2004     | Kitt Peak            | Spacewatch        |
| 449730 | 2014 NR25              | 8 d'abril de 2008      | Kitt Peak            | Spacewatch        |
| 449731 | 2014 NB30              | 1 de gener de 2008     | Kitt Peak            | Spacewatch        |
| 449732 | 2014 NC30              | 26 d'agost de 2009     | Catalina             | CSS               |
| 449733 | 2014 NN30              | 31 de gener de 2006    | Mount Lemmon         | Mt. Lemmon Survey |
| 449734 | 2014 NQ31              | 2 de juny de 2014      | Mount Lemmon         | Mt. Lemmon Survey |
| 449735 | 2014 NE33              | 28 de maig de 2008     | Mount Lemmon         | Mt. Lemmon Survey |
| 449736 | 2014 NF38              | 22 de setembre de 2004 | Anderson Mesa        | LONEOS            |
| 449737 | 2014 NG39              | 15 de setembre de 2009 | Mount Lemmon         | Mt. Lemmon Survey |
| 449738 | 2014 NC46              | 12 de desembre de 1999 | Kitt Peak            | Spacewatch        |
| 449739 | 2014 NG48              | 19 de setembre de 2009 | Mount Lemmon         | Mt. Lemmon Survey |
| 449740 | 2014 NR52              | 14 de desembre de 2010 | Mount Lemmon         | Mt. Lemmon Survey |
| 449741 | 2014 NM54              | 27 de novembre de 2010 | Mount Lemmon         | Mt. Lemmon Survey |
| 449742 | 2014 NG58              | 27 de setembre de 2009 | Mount Lemmon         | Mt. Lemmon Survey |
| 449743 | 2014 NM60              | 21 d'octubre de 2009   | Catalina             | CSS               |
| 449744 | 2014 NL61              | 16 de gener de 2004    | Kitt Peak            | Spacewatch        |
| 449745 | 2014 OU4               | 19 de gener de 2012    | Kitt Peak            | Spacewatch        |
| 449746 | 2014 OG6               | 25 de desembre de 2005 | Kitt Peak            | Spacewatch        |
| 449747 | 2014 OJ6               | 30 de gener de 2012    | Kitt Peak            | Spacewatch        |
| 449748 | 2014 ON8               | 28 de febrer de 2008   | Kitt Peak            | Spacewatch        |
| 449749 | 2014 OF16              | 18 d'abril de 2009     | Kitt Peak            | Spacewatch        |
| 449750 | 2014 OO17              | 9 de gener de 2007     | Mount Lemmon         | Mt. Lemmon Survey |
| 449751 | 2014 OK22              | 31 de desembre de 2011 | Kitt Peak            | Spacewatch        |
| 449752 | 2014 OH32              | 16 d'agost de 2009     | Kitt Peak            | Spacewatch        |
| 449753 | 2014 OO32              | 14 d'abril de 2008     | Mount Lemmon         | Mt. Lemmon Survey |
| 449754 | 2014 ON33              | 13 de juny de 2005     | Kitt Peak            | Spacewatch        |
| 449755 | 2014 OV33              | 30 de novembre de 2005 | Kitt Peak            | Spacewatch        |
| 449756 | 2014 OP37              | 29 de febrer de 2004   | Kitt Peak            | Spacewatch        |
| 449757 | 2014 OT38              | 5 de setembre de 2010  | Mount Lemmon         | Mt. Lemmon Survey |
| 449758 | 2014 OD39              | 21 de gener de 2012    | Kitt Peak            | Spacewatch        |
| 449759 | 2014 OQ40              | 27 de setembre de 2006 | Mount Lemmon         | Mt. Lemmon Survey |
| 449760 | 2014 OG49              | 27 de desembre de 1999 | Kitt Peak            | Spacewatch        |
| 449761 | 2014 OD53              | 30 de març de 2008     | Kitt Peak            | Spacewatch        |
| 449762 | 2014 OT65              | 28 de gener de 1998    | Kitt Peak            | Spacewatch        |
| 449763 | 2014 OC67              | 27 de gener de 2007    | Mount Lemmon         | Mt. Lemmon Survey |
| 449764 | 2014 OM67              | 7 de novembre de 2010  | Mount Lemmon         | Mt. Lemmon Survey |
| 449765 | 2014 OO70              | 2 de gener de 2011     | Catalina             | CSS               |
| 449766 | 2014 OG71              | 25 de desembre de 2005 | Kitt Peak            | Spacewatch        |
| 449767 | 2014 OX79              | 12 de juny de 2010     | WISE                 | WISE              |
| 449768 | 2014 OJ80              | 8 d'agost de 2005      | Mount Lemmon         | Mt. Lemmon Survey |
| 449769 | 2014 OD85              | 8 de maig de 2008      | Kitt Peak            | Spacewatch        |
| 449770 | 2014 OE88              | 11 d'abril de 2013     | Mount Lemmon         | Mt. Lemmon Survey |
| 449771 | 2014 OC91              | 16 de setembre de 2003 | Kitt Peak            | Spacewatch        |
| 449772 | 2014 OV92              | 29 d'octubre de 2005   | Mount Lemmon         | Mt. Lemmon Survey |
| 449773 | 2014 OP105             | 31 de gener de 2006    | Kitt Peak            | Spacewatch        |
| 449774 | 2014 OA107             | 12 de setembre de 2004 | Kitt Peak            | Spacewatch        |
| 449775 | 2014 OK107             | 25 de desembre de 2010 | Mount Lemmon         | Mt. Lemmon Survey |
| 449776 | 2014 OL113             | 14 d'abril de 2008     | Mount Lemmon         | Mt. Lemmon Survey |
| 449777 | 2014 OW122             | 30 de setembre de 2006 | Mount Lemmon         | Mt. Lemmon Survey |
| 449778 | 2014 OX122             | 15 d'octubre de 2007   | Catalina             | CSS               |
| 449779 | 2014 OT134             | 19 de gener de 2012    | Kitt Peak            | Spacewatch        |
| 449780 | 2014 OM136             | 29 de desembre de 2005 | Socorro              | LINEAR            |
| 449781 | 2014 OG155             | 6 de març de 2008      | Mount Lemmon         | Mt. Lemmon Survey |
| 449782 | 2014 OU155             | 12 d'abril de 2004     | Kitt Peak            | Spacewatch        |
| 449783 | 2014 OQ158             | 29 de setembre de 2010 | Mount Lemmon         | Mt. Lemmon Survey |
| 449784 | 2014 OG159             | 1 de desembre de 2005  | Kitt Peak            | Spacewatch        |
| 449785 | 2014 OK161             | 15 de novembre de 2006 | Kitt Peak            | Spacewatch        |
| 449786 | 2014 OT162             | 2 de desembre de 2005  | Mount Lemmon         | Mt. Lemmon Survey |
| 449787 | 2014 OL176             | 6 de novembre de 2010  | Mount Lemmon         | Mt. Lemmon Survey |
| 449788 | 2014 OU181             | 8 d'octubre de 2010    | Kitt Peak            | Spacewatch        |
| 449789 | 2014 OZ205             | 25 de desembre de 2005 | Kitt Peak            | Spacewatch        |
| 449790 | 2014 OB209             | 4 de desembre de 2005  | Kitt Peak            | Spacewatch        |
| 449791 | 2014 OQ216             | 1 d'abril de 1995      | Kitt Peak            | Spacewatch        |
| 449792 | 2014 OK222             | 12 de novembre de 2010 | Kitt Peak            | Spacewatch        |
| 449793 | 2014 OR224             | 28 d'octubre de 2010   | Mount Lemmon         | Mt. Lemmon Survey |
| 449794 | 2014 OG233             | 1 de maig de 2013      | Mount Lemmon         | Mt. Lemmon Survey |
| 449795 | 2014 ON235             | 17 de setembre de 2006 | Catalina             | CSS               |
| 449796 | 2014 OQ236             | 4 d'octubre de 2004    | Kitt Peak            | Spacewatch        |
| 449797 | 2014 OH254             | 6 d'octubre de 2005    | Mount Lemmon         | Mt. Lemmon Survey |
| 449798 | 2014 OY258             | 1 de febrer de 2012    | Mount Lemmon         | Mt. Lemmon Survey |
| 449799 | 2014 OL259             | 25 de desembre de 2005 | Kitt Peak            | Spacewatch        |
| 449800 | 2014 OJ272             | 16 d'octubre de 2006   | Catalina             | CSS               |

## 449801–449900
| Nom    | Designació provisional | Data de descobriment   | Lloc de descobriment | Descobridor/s        |
| ------ | ---------------------- | ---------------------- | -------------------- | -------------------- |
| 449801 | 2014 OC285             | 5 de desembre de 2010  | Kitt Peak            | Spacewatch           |
| 449802 | 2014 OH301             | 10 de desembre de 2010 | Mount Lemmon         | Mt. Lemmon Survey    |
| 449803 | 2014 OA305             | 14 d'abril de 2008     | Mount Lemmon         | Mt. Lemmon Survey    |
| 449804 | 2014 OO306             | 30 de gener de 2006    | Kitt Peak            | Spacewatch           |
| 449805 | 2014 OE310             | 15 de setembre de 2004 | Kitt Peak            | Spacewatch           |
| 449806 | 2014 OX310             | 26 de gener de 2012    | Mount Lemmon         | Mt. Lemmon Survey    |
| 449807 | 2014 OH324             | 7 de setembre de 2004  | Kitt Peak            | Spacewatch           |
| 449808 | 2014 OJ327             | 7 de febrer de 2008    | Kitt Peak            | Spacewatch           |
| 449809 | 2014 OJ331             | 22 d'octubre de 1995   | Kitt Peak            | Spacewatch           |
| 449810 | 2014 OO337             | 26 d'abril de 2008     | Mount Lemmon         | Mt. Lemmon Survey    |
| 449811 | 2014 OH344             | 4 de gener de 2012     | Mount Lemmon         | Mt. Lemmon Survey    |
| 449812 | 2014 OL346             | 27 de novembre de 2010 | Mount Lemmon         | Mt. Lemmon Survey    |
| 449813 | 2014 OW348             | 13 d'octubre de 2001   | Kitt Peak            | Spacewatch           |
| 449814 | 2014 OO353             | 18 d'agost de 2009     | Kitt Peak            | Spacewatch           |
| 449815 | 2014 OF357             | 1 de febrer de 2006    | Mount Lemmon         | Mt. Lemmon Survey    |
| 449816 | 2014 OT362             | 30 de desembre de 2000 | Kitt Peak            | Spacewatch           |
| 449817 | 2014 OS372             | 10 d'octubre de 2010   | Kitt Peak            | Spacewatch           |
| 449818 | 2014 OL379             | 1 de gener de 2009     | Kitt Peak            | Spacewatch           |
| 449819 | 2014 OJ384             | 27 de desembre de 2005 | Kitt Peak            | Spacewatch           |
| 449820 | 2014 PG                | 22 d'octubre de 2011   | Mount Lemmon         | Mt. Lemmon Survey    |
| 449821 | 2014 PX1               | 13 de gener de 2008    | Mount Lemmon         | Mt. Lemmon Survey    |
| 449822 | 2014 PG7               | 4 d'octubre de 2005    | Kitt Peak            | Spacewatch           |
| 449823 | 2014 PK14              | 25 d'octubre de 2005   | Mount Lemmon         | Mt. Lemmon Survey    |
| 449824 | 2014 PZ18              | 23 de gener de 2006    | Kitt Peak            | Spacewatch           |
| 449825 | 2014 PA36              | 28 de maig de 2008     | Mount Lemmon         | Mt. Lemmon Survey    |
| 449826 | 2014 PT44              | 31 de març de 2013     | Mount Lemmon         | Mt. Lemmon Survey    |
| 449827 | 2014 PD53              | 1 d'octubre de 2003    | Kitt Peak            | Spacewatch           |
| 449828 | 2014 PZ56              | 15 de gener de 2010    | WISE                 | WISE                 |
| 449829 | 2014 QR1               | 26 de març de 2007     | Mount Lemmon         | Mt. Lemmon Survey    |
| 449830 | 2014 QY34              | 28 de febrer de 2008   | Kitt Peak            | Spacewatch           |
| 449831 | 2014 QN36              | 26 de novembre de 2005 | Mount Lemmon         | Mt. Lemmon Survey    |
| 449832 | 2014 QH97              | 16 de setembre de 2009 | Mount Lemmon         | Mt. Lemmon Survey    |
| 449833 | 2014 QS101             | 22 d'octubre de 2005   | Kitt Peak            | Spacewatch           |
| 449834 | 2014 QR241             | 21 de gener de 2006    | Mount Lemmon         | Mt. Lemmon Survey    |
| 449835 | 2014 QL271             | 14 d'abril de 2004     | Kitt Peak            | Spacewatch           |
| 449836 | 2014 QS277             | 25 de novembre de 2005 | Kitt Peak            | Spacewatch           |
| 449837 | 2014 QG310             | 3 de maig de 1997      | Kitt Peak            | Spacewatch           |
| 449838 | 2014 QR337             | 14 de març de 2012     | Mount Lemmon         | Mt. Lemmon Survey    |
| 449839 | 2014 QC341             | 27 de setembre de 2003 | Kitt Peak            | Spacewatch           |
| 449840 | 2014 QP341             | 27 de gener de 2007    | Mount Lemmon         | Mt. Lemmon Survey    |
| 449841 | 2014 QR378             | 5 de març de 2006      | Kitt Peak            | Spacewatch           |
| 449842 | 2014 QS405             | 21 de març de 2001     | Kitt Peak            | Spacewatch           |
| 449843 | 2014 QK418             | 1 de febrer de 2010    | WISE                 | WISE                 |
| 449844 | 2014 QZ421             | 13 de març de 2007     | Kitt Peak            | Spacewatch           |
| 449845 | 2014 SJ86              | 7 de maig de 2007      | Kitt Peak            | Spacewatch           |
| 449846 | 2014 SX126             | 25 de febrer de 2006   | Kitt Peak            | Spacewatch           |
| 449847 | 2014 SW198             | 7 de setembre de 2008  | Mount Lemmon         | Mt. Lemmon Survey    |
| 449848 | 2014 SL227             | 24 de setembre de 2009 | Catalina             | CSS                  |
| 449849 | 2014 SF289             | 9 de juliol de 2005    | Kitt Peak            | Spacewatch           |
| 449850 | 2014 UB213             | 30 de gener de 2010    | WISE                 | WISE                 |
| 449851 | 2014 UU213             | 17 de setembre de 2004 | Anderson Mesa        | LONEOS               |
| 449852 | 2015 KV36              | 21 de maig de 2006     | Kitt Peak            | Spacewatch           |
| 449853 | 2015 KF37              | 11 d'octubre de 2007   | Mount Lemmon         | Mt. Lemmon Survey    |
| 449854 | 2015 LV28              | 30 de desembre de 2000 | Kitt Peak            | Spacewatch           |
| 449855 | 2015 LP32              | 15 de gener de 2009    | Kitt Peak            | Spacewatch           |
| 449856 | 2015 LO33              | 6 de setembre de 2008  | Catalina             | CSS                  |
| 449857 | 2015 MS6               | 25 d'agost de 2004     | Kitt Peak            | Spacewatch           |
| 449858 | 2015 MM8               | 8 de juny de 2008      | Kitt Peak            | Spacewatch           |
| 449859 | 2015 ME9               | 6 de març de 2014      | Catalina             | CSS                  |
| 449860 | 2015 ML45              | 17 d'octubre de 2007   | Catalina             | CSS                  |
| 449861 | 2015 MM45              | 20 de novembre de 2001 | Socorro              | LINEAR               |
| 449862 | 2015 ML47              | 14 de desembre de 2007 | Mount Lemmon         | Mt. Lemmon Survey    |
| 449863 | 2015 ME49              | 10 de setembre de 2007 | Kitt Peak            | Spacewatch           |
| 449864 | 2015 MT50              | 2 de febrer de 2013    | Mount Lemmon         | Mt. Lemmon Survey    |
| 449865 | 2015 MO52              | 10 de gener de 2007    | Mount Lemmon         | Mt. Lemmon Survey    |
| 449866 | 2015 MQ57              | 4 de desembre de 2007  | Kitt Peak            | Spacewatch           |
| 449867 | 2015 MS57              | 19 de juny de 1998     | Kitt Peak            | Spacewatch           |
| 449868 | 2015 MN58              | 11 de setembre de 2007 | Kitt Peak            | Spacewatch           |
| 449869 | 2015 MR58              | 11 de setembre de 2004 | Socorro              | LINEAR               |
| 449870 | 2015 MS58              | 3 d'agost de 2004      | Siding Spring        | Siding Spring Survey |
| 449871 | 2015 MY58              | 13 de desembre de 2006 | Mount Lemmon         | Mt. Lemmon Survey    |
| 449872 | 2015 MZ58              | 25 d'abril de 2006     | Kitt Peak            | Spacewatch           |
| 449873 | 2015 MG66              | 26 de juny de 2011     | Mount Lemmon         | Mt. Lemmon Survey    |
| 449874 | 2015 MK66              | 15 de juny de 2010     | Mount Lemmon         | Mt. Lemmon Survey    |
| 449875 | 2015 ML66              | 19 d'abril de 2006     | Kitt Peak            | Spacewatch           |
| 449876 | 2015 MP67              | 22 de febrer de 2007   | Kitt Peak            | Spacewatch           |
| 449877 | 2015 MQ67              | 27 d'abril de 2011     | Catalina             | CSS                  |
| 449878 | 2015 MA73              | 9 de febrer de 2010    | Mount Lemmon         | Mt. Lemmon Survey    |
| 449879 | 2015 MT80              | 26 d'octubre de 2009   | Mount Lemmon         | Mt. Lemmon Survey    |
| 449880 | 2015 MH81              | 4 de maig de 2009      | Mount Lemmon         | Mt. Lemmon Survey    |
| 449881 | 2015 MG82              | 5 de setembre de 2008  | Kitt Peak            | Spacewatch           |
| 449882 | 2015 MC84              | 28 de juny de 2005     | Kitt Peak            | Spacewatch           |
| 449883 | 2015 MW84              | 18 de setembre de 2010 | Mount Lemmon         | Mt. Lemmon Survey    |
| 449884 | 2015 MC85              | 31 d'agost de 2005     | Kitt Peak            | Spacewatch           |
| 449885 | 2015 MY88              | 2 de setembre de 2008  | Kitt Peak            | Spacewatch           |
| 449886 | 2015 MC90              | 16 d'octubre de 2003   | Kitt Peak            | Spacewatch           |
| 449887 | 2015 MH90              | 24 de setembre de 2011 | Mount Lemmon         | Mt. Lemmon Survey    |
| 449888 | 2015 MW90              | 29 d'abril de 2006     | Kitt Peak            | Spacewatch           |
| 449889 | 2015 MX97              | 21 d'agost de 2006     | Kitt Peak            | Spacewatch           |
| 449890 | 2015 MT98              | 22 de novembre de 2005 | Kitt Peak            | Spacewatch           |
| 449891 | 2015 MM103             | 8 d'abril de 2008      | Mount Lemmon         | Mt. Lemmon Survey    |
| 449892 | 2015 MQ103             | 14 de març de 2007     | Mount Lemmon         | Mt. Lemmon Survey    |
| 449893 | 2015 MR103             | 6 de maig de 2011      | Mount Lemmon         | Mt. Lemmon Survey    |
| 449894 | 2015 MU103             | 20 de gener de 2013    | Kitt Peak            | Spacewatch           |
| 449895 | 2015 ML106             | 13 de març de 2007     | Mount Lemmon         | Mt. Lemmon Survey    |
| 449896 | 2015 MO106             | 7 de setembre de 2004  | Kitt Peak            | Spacewatch           |
| 449897 | 2015 MC109             | 15 de desembre de 2007 | Kitt Peak            | Spacewatch           |
| 449898 | 2015 MP109             | 15 de gener de 2008    | Mount Lemmon         | Mt. Lemmon Survey    |
| 449899 | 2015 MN110             | 12 de febrer de 2004   | Kitt Peak            | Spacewatch           |
| 449900 | 2015 MQ111             | 9 d'abril de 2006      | Kitt Peak            | Spacewatch           |

## 449901–450000
| Nom    | Designació provisional | Data de descobriment   | Lloc de descobriment | Descobridor/s                        |
| ------ | ---------------------- | ---------------------- | -------------------- | ------------------------------------ |
| 449901 | 2015 MX112             | 14 de setembre de 2007 | Mount Lemmon         | Mt. Lemmon Survey                    |
| 449902 | 2015 MZ112             | 19 de novembre de 2008 | Kitt Peak            | Spacewatch                           |
| 449903 | 2015 MH113             | 16 de maig de 2010     | Mount Lemmon         | Mt. Lemmon Survey                    |
| 449904 | 2015 MN115             | 1 de setembre de 2005  | Kitt Peak            | Spacewatch                           |
| 449905 | 2015 MT117             | 17 de febrer de 2007   | Kitt Peak            | Spacewatch                           |
| 449906 | 2015 MY125             | 28 d'octubre de 2005   | Mount Lemmon         | Mt. Lemmon Survey                    |
| 449907 | 2015 MK127             | 23 de setembre de 2011 | Kitt Peak            | Spacewatch                           |
| 449908 | 2015 MQ127             | 1 de novembre de 2005  | Catalina             | CSS                                  |
| 449909 | 2015 MF128             | 7 d'octubre de 2004    | Socorro              | LINEAR                               |
| 449910 | 2015 MZ128             | 16 de desembre de 2003 | Kitt Peak            | Spacewatch                           |
| 449911 | 2015 NB3               | 12 d'octubre de 2004   | Socorro              | LINEAR                               |
| 449912 | 2015 NB4               | 26 de març de 2011     | Mount Lemmon         | Mt. Lemmon Survey                    |
| 449913 | 2015 NO4               | 24 de juny de 1995     | Kitt Peak            | Spacewatch                           |
| 449914 | 2015 NS8               | 28 de desembre de 2005 | Kitt Peak            | Spacewatch                           |
| 449915 | 2015 NP9               | 30 d'agost de 2005     | Kitt Peak            | Spacewatch                           |
| 449916 | 2015 NQ15              | 2 de febrer de 2006    | Kitt Peak            | Spacewatch                           |
| 449917 | 2015 NH17              | 19 de gener de 2008    | Kitt Peak            | Spacewatch                           |
| 449918 | 2015 NB24              | 13 de setembre de 2007 | Mount Lemmon         | Mt. Lemmon Survey                    |
| 449919 | 2015 NR24              | 23 de maig de 2011     | Kitt Peak            | Spacewatch                           |
| 449920 | 2015 NT24              | 2 de febrer de 2008    | Kitt Peak            | Spacewatch                           |
| 449921 | 2015 OD2               | 5 de març de 2006      | Kitt Peak            | Spacewatch                           |
| 449922 | 2015 OM9               | 9 de juny de 2010      | WISE                 | WISE                                 |
| 449923 | 2015 OH13              | 22 d'octubre de 2005   | Kitt Peak            | Spacewatch                           |
| 449924 | 2015 OJ13              | 29 de desembre de 2003 | Kitt Peak            | Spacewatch                           |
| 449925 | 2015 OY14              | 17 de novembre de 2006 | Mount Lemmon         | Mt. Lemmon Survey                    |
| 449926 | 2015 OL15              | 27 de novembre de 2011 | Mount Lemmon         | Mt. Lemmon Survey                    |
| 449927 | 2015 OX18              | 21 de febrer de 2007   | Mount Lemmon         | Mt. Lemmon Survey                    |
| 449928 | 2015 OJ23              | 3 d'octubre de 2005    | Catalina             | CSS                                  |
| 449929 | 2015 OT23              | 24 de maig de 2000     | Kitt Peak            | Spacewatch                           |
| 449930 | 2015 OB24              | 8 de novembre de 2008  | Mount Lemmon         | Mt. Lemmon Survey                    |
| 449931 | 2015 OK24              | 13 de setembre de 1994 | Kitt Peak            | Spacewatch                           |
| 449932 | 2015 OM24              | 2 d'abril de 2005      | Mount Lemmon         | Mt. Lemmon Survey                    |
| 449933 | 2015 OU24              | 27 de gener de 2007    | Mount Lemmon         | Mt. Lemmon Survey                    |
| 449934 | 2015 OX25              | 11 de desembre de 2004 | Kitt Peak            | Spacewatch                           |
| 449935 | 2015 ON33              | 25 d'octubre de 2005   | Mount Lemmon         | Mt. Lemmon Survey                    |
| 449936 | 2015 OW35              | 30 de març de 2011     | Mount Lemmon         | Mt. Lemmon Survey                    |
| 449937 | 2015 OJ36              | 30 d'abril de 2006     | Kitt Peak            | Spacewatch                           |
| 449938 | 2015 OB41              | 11 de març de 2002     | Kitt Peak            | Spacewatch                           |
| 449939 | 2015 OB43              | 29 d'agost de 2006     | Catalina             | CSS                                  |
| 449940 | 2015 OK44              | 16 d'octubre de 2007   | Mount Lemmon         | Mt. Lemmon Survey                    |
| 449941 | 2015 OX44              | 30 de gener de 2008    | Mount Lemmon         | Mt. Lemmon Survey                    |
| 449942 | 2015 OE45              | 17 de desembre de 2003 | Kitt Peak            | Spacewatch                           |
| 449943 | 2015 OF45              | 29 de març de 2009     | Kitt Peak            | Spacewatch                           |
| 449944 | 2015 OT45              | 7 d'abril de 2006      | Kitt Peak            | Spacewatch                           |
| 449945 | 2015 OD46              | 18 de desembre de 2007 | Mount Lemmon         | Mt. Lemmon Survey                    |
| 449946 | 2015 OY52              | 13 d'octubre de 2007   | Kitt Peak            | Spacewatch                           |
| 449947 | 2015 OC67              | 7 de novembre de 2000  | Kitt Peak            | Spacewatch                           |
| 449948 | 2015 OJ68              | 19 d'agost de 2003     | Campo Imperatore     | CINEOS                               |
| 449949 | 2015 OT73              | 3 de juliol de 2011    | Mount Lemmon         | Mt. Lemmon Survey                    |
| 449950 | 2015 OB75              | 28 de gener de 2007    | Mount Lemmon         | Mt. Lemmon Survey                    |
| 449951 | 2015 OW75              | 29 de gener de 1995    | Kitt Peak            | Spacewatch                           |
| 449952 | 2015 OL76              | 4 de novembre de 2010  | Mount Lemmon         | Mt. Lemmon Survey                    |
| 449953 | 2015 OS76              | 19 de novembre de 2008 | Kitt Peak            | Spacewatch                           |
| 449954 | 2015 OW76              | 7 de desembre de 2005  | Kitt Peak            | Spacewatch                           |
| 449955 | 2015 OX76              | 11 de setembre de 2007 | Mount Lemmon         | Mt. Lemmon Survey                    |
| 449956 | 2015 OA78              | 29 de setembre de 1997 | Xinglong             | Beijing Schmidt CCD Asteroid Program |
| 449957 | 2015 PD1               | 3 de març de 2005      | Catalina             | CSS                                  |
| 449958 | 2015 PG2               | 19 d'agost de 2006     | Kitt Peak            | Spacewatch                           |
| 449959 | 2015 PS2               | 15 d'octubre de 2007   | Catalina             | CSS                                  |
| 449960 | 2015 PU2               | 23 d'agost de 2008     | Kitt Peak            | Spacewatch                           |
| 449961 | 2015 PX2               | 3 de juliol de 2011    | Mount Lemmon         | Mt. Lemmon Survey                    |
| 449962 | 2015 PF3               | 13 d'octubre de 2010   | Mount Lemmon         | Mt. Lemmon Survey                    |
| 449963 | 2015 PT3               | 22 de febrer de 2006   | Kitt Peak            | Spacewatch                           |
| 449964 | 2015 PW4               | 5 de juny de 2011      | Mount Lemmon         | Mt. Lemmon Survey                    |
| 449965 | 2015 PZ4               | 12 d'agost de 2010     | Kitt Peak            | Spacewatch                           |
| 449966 | 2015 PW7               | 21 de març de 2002}    | Kitt Peak            | Spacewatch                           |
| 449967 | 2015 PA8               | 13 de maig de 2010     | WISE                 | WISE                                 |
| 449968 | 2015 PU12              | 30 de novembre de 2005 | Mount Lemmon         | Mt. Lemmon Survey                    |
| 449969 | 2015 PN30              | 20 de setembre de 2001 | Kitt Peak            | Spacewatch                           |
| 449970 | 2015 PV30              | 6 d'agost de 2010      | WISE                 | WISE                                 |
| 449971 | 2015 PV35              | 28 d'agost de 2005     | Kitt Peak            | Spacewatch                           |
| 449972 | 2015 PX35              | 29 de setembre de 2005 | Kitt Peak            | Spacewatch                           |
| 449973 | 2015 PM37              | 9 de febrer de 2005    | Kitt Peak            | Spacewatch                           |
| 449974 | 2015 PW37              | 19 d'agost de 2006     | Kitt Peak            | Spacewatch                           |
| 449975 | 2015 PY37              | 30 de juliol de 2008   | Kitt Peak            | Spacewatch                           |
| 449976 | 2015 PG39              | 29 d'agost de 2005     | Anderson Mesa        | LONEOS                               |
| 449977 | 2015 PU44              | 9 d'octubre de 2005    | Kitt Peak            | Spacewatch                           |
| 449978 | 2015 PA47              | 14 d'abril de 2005     | Kitt Peak            | Spacewatch                           |
| 449979 | 2015 PX47              | 29 de març de 2008     | Mount Lemmon         | Mt. Lemmon Survey                    |
| 449980 | 2015 PB48              | 2 d'octubre de 2003    | Kitt Peak            | Spacewatch                           |
| 449981 | 2015 PQ75              | 14 de juny de 2010     | WISE                 | WISE                                 |
| 449982 | 2015 PH77              | 6 de febrer de 2007    | Mount Lemmon         | Mt. Lemmon Survey                    |
| 449983 | 2015 PJ97              | 18 de novembre de 2008 | Kitt Peak            | Spacewatch                           |
| 449984 | 2015 PN116             | 24 d'agost de 1998     | Caussols             | ODAS                                 |
| 449985 | 2015 PS122             | 21 de juliol de 2006   | Mount Lemmon         | Mt. Lemmon Survey                    |
| 449986 | 2015 PX127             | 27 de gener de 2007    | Mount Lemmon         | Mt. Lemmon Survey                    |
| 449987 | 2015 PE132             | 7 de desembre de 2005  | Catalina             | CSS                                  |
| 449988 | 2015 PK132             | 29 de març de 2011     | Mount Lemmon         | Mt. Lemmon Survey                    |
| 449989 | 2015 PU143             | 13 d'abril de 2010     | Catalina             | CSS                                  |
| 449990 | 2015 PS153             | 19 d'octubre de 2011   | Kitt Peak            | Spacewatch                           |
| 449991 | 2015 PB165             | 3 d'octubre de 2003    | Kitt Peak            | Spacewatch                           |
| 449992 | 2015 PF171             | 13 de setembre de 2001 | Socorro              | LINEAR                               |
| 449993 | 2015 PV202             | 27 de novembre de 2006 | Mount Lemmon         | Mt. Lemmon Survey                    |
| 449994 | 2015 PG221             | 16 de setembre de 2010 | Mount Lemmon         | Mt. Lemmon Survey                    |
| 449995 | 2015 PR229             | 4 de desembre de 2005  | Kitt Peak            | Spacewatch                           |
| 449996 | 2015 PB230             | 25 de juny de 2011     | Mount Lemmon         | Mt. Lemmon Survey                    |
| 449997 | 2015 PD230             | 8 d'octubre de 2007    | Catalina             | CSS                                  |
| 449998 | 2015 PD237             | 4 de maig de 2008      | Mount Lemmon         | Mt. Lemmon Survey                    |
| 449999 | 2015 PN257             | 27 de gener de 2007    | Mount Lemmon         | Mt. Lemmon Survey                    |
| 450000 | 2015 PB278             | 24 d'octubre de 2005   | Kitt Peak            | Spacewatch                           |